# الشرق الأقصى

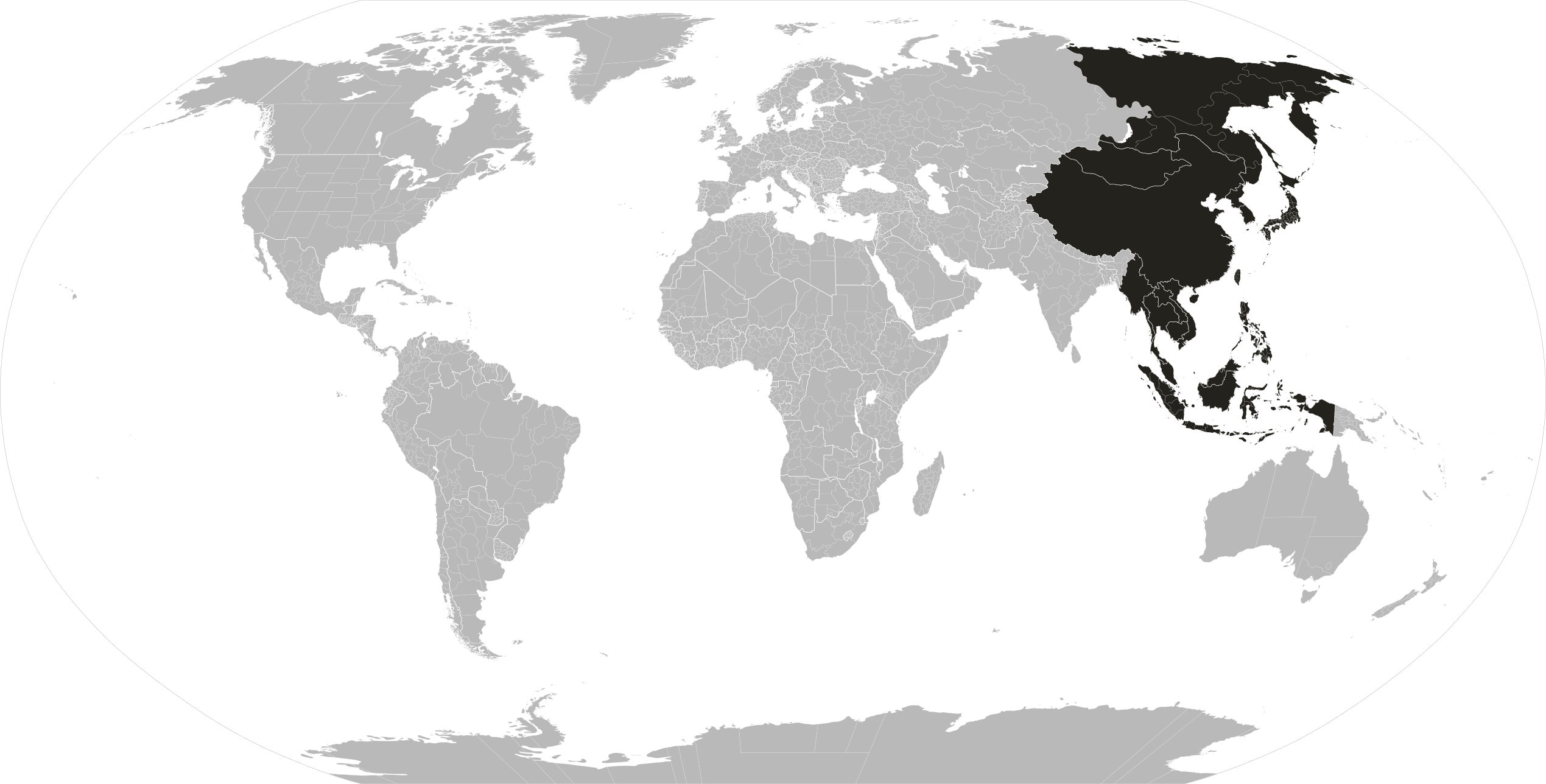

الشرق الأقصى هو مصطلح يستخدمه أهل الشرق الأوسط والعالم الغربي للإشارة إلى دول شرق آسيا، وكذلك الشرق الأقصى الروسي.
الشرق الأقصى هو منطقة جغرافية تشمل شرق وجنوب شرق آسيا بالإضافة إلى الشرق الأقصى الروسي. يتم تضمين جنوب آسيا أحيانًا أيضًا لأسباب اقتصادية وثقافية. دخل مصطلح «الشرق الأقصى» حيز الاستخدام في الخطاب الجيوسياسي الأوروبي في القرن الثاني عشر، مشيرًا إلى الشرق الأقصى باعتباره «الأبعد» من «مناطق الشرق» الثلاثة الأخرى، ما وراء الشرق الأدنى والشرق الأوسط. وبالمثل، في عهد أسرة تشينغ في القرن التاسع عشر وأوائل القرن العشرين، تم استخدام مصطلح "Tàixī (泰西)" - يعني أي شيء أبعد من العالم العربي - للإشارة إلى الدول الغربية.
كما هو الحال فيما يتعلق ببعد الإقليم عن أوروبا، يشير مصطلح الشرق الأقصى إلى نظرة عالمية مركزية أوروبية.

## تعميم
كان مصطلح «الشرق الأقصى» بين الأوروبيين الغربيين، يشير إلى أي شيء أبعد من الشرق الأوسط. في القرن السادس عشر، قبل الحقبة الاستعمارية. أطلق الملك جون الثالث ملك البرتغال على الهند اسم "بلد غني ومثير للاهتمام في الشرق الأقصى  (إكستريمو أورينت)." انتشر هذا المصطلح خلال فترة الإمبراطورية البريطانية كمصطلح شامل للأراضي الواقعة شرق الهند البريطانية.
في جغرافيا السياسية الأوروبية قبل الحرب العالمية الأولى، أشار الشرق الأدنى إلى الأراضي المجاورة نسبيًا للإمبراطورية العثمانية، والشرق الأوسط يشير إلى شمال غرب جنوب آسيا وآسيا الوسطى، والشرق الأقصى يعني البلدان الواقعة على طول غرب المحيط الهادئ وشرق المحيط الهندي. تحتوي العديد من اللغات الأوروبية على مصطلحات مماثلة، مثل الفرنسية (Extrême-Orient)، والإسبانية (Lejano Oriente)، والبرتغالية (Extremo Oriente)، والألمانية (Ferner Osten)، والإيطالية (Estremo Oriente)، والبولندية (Daleki Wschód)، والنرويجية (Det fjerne Østen) والهولندية (Verre Oosten).

## تاريخ الشرق الاقصي
يؤكد العلماء أن هذا الإقليم يتسم بنمط مميز من التطور التاريخي. نشأت الحضارة الصينية في العديد من المراكز الإقليمية حول النهر الأصفر ونهر يانغتسي في العصر الحجري الحديث إلا أنه يقال إن النهر الأصفر هو مهد الحضارة الصينية. وجد أقدم فخار كوري معروف يعود عصر فخار جلمن حوالي 8000ق.م. وفي اليابان وجد أدوات مصنوعة من العظام والحجر والأواني الفخارية تعود لفترة جومون حوالي 8000ق.م. في بدايات العصر الحجري الحديث.

## تاريخ الصين
- الملوك الثلاثة والأباطرة الخمسة (2853-2070ق.م.)

ورد في الأسطورة أن الملوك الثلاثة كانوا أنصاف آلهة استخدموا قدراتهم للمساعدة في خلق البشرية ومنحها المهارات والمعرفة الأساسية. وجاء بعدهم الأباطرة الخمسة وكانوا حكماء مثاليين اتسموا بصفات رائعة.
- سلالة شيا الحاكمة (2070-1600ق.م.)

بدأ تاريخ الصين المكتوب في وقت مبكر مع 
أسرة شيا تزامنا مع حضارة إيرليتو التي تعد أوائل المجتمعات الحضرية التي شهدها العصر البرونزي
أسس الملك الأسطوري «يو الأكبر» أسرة شيا خلفًا للقائد الصيني «شون» آخر الملوك الثلاثة والأباطرة الخمسة الذي تخلى عن عرشه لصالحه بعد أن تمكن من إيقاف الفيضان حسب الأسطورة.
قام الملك «يو الأكبر» بتوريث سلطته إلى ابنه «تشي» ليؤسس بذلك حكم الأسر أو نظام التوريث.
- مملكة شانغ (1600-1046ق.م.)

أطاح «شانغ تانغ» بآخر حكام سلالة شيا الحاكمة الملك «جي» في  معركة مينغتياو.
أدى استقرار البلاد خلال عهد أسرة شانغ إلى ظهور صناعة البرونز وتقدم ثقافي كبير بظهور التقويم والكتابة والطقوس الدينية.
انتحر الملك «دي شين» آخر حكام مملكة شانغ عقب هزيمة جيشه على يد الملك «وو» من سلالة زو الحاكمة في «معركة مو».
- سلالة زو الحاكمة الصينية (1046-256ق.م.)

بدأت الأسرة الحكم عندما انتصرت قبائل زو (تشو) التي كانت تقطن غربي الصين على مملكة شانغ. وقد أنشأ الحكام من أسرة زو مجتمعًا يتكون من ثلاث طبقات طبقة الأرستقراطيين وطبقة العامة وطبقة العبيد. قامت طبقة العامة بزراعة أراضيها وأراضي طبقة الأرستقراطيين. وقسمت المملكة الصينية إلى عدة ولايات يرأس كلاً منها رئيس، لكنه ينفذ أحكام الحكومة المركزية.
عزل الملك «لي» من أسرة زو بعد انقلاب عام 771ق.م. وانتقلت عاصمة أسرة زو من مقرها شرقي ولاية هاو إلى مقر جديد في لويانغ. معلنة بداية عصر أسرة زو الشرقية. شهد هذا العصر نمو المدن واتساعها وظهور طبقة التجار واستخدام النقود بدلاً من نظام المقايضة. وظهور الفيلسوفان الشهيران لاوتزه
وكونفوشيوس.
فقدت حكومة سلالة زو الحاكمة سلطاتها تدريجيًا لصالح الولايات الرئيسية وانتهى عصر هذه الأسرة في عهد الملك «نان» عام 256ق.م. وتولت سبع مقاطعات رئيسية الحكم في الصين حقبة الممالك المتحاربة حتى عام 221ق.م.
- سلالة هان الحاكمة (202ق.م.-221م.)

بعد حرب أهلية أسس ليو بانغ الذي عرف فيما بعد بالإمبراطور غاوزو. الذي نقل العاصمة إلى لويانغ
شهدت الصين تقدماً ملحوظاً في العلوم والاختراعات، مثل اختراع الورق وتقريب الرقم (ط) ويعتبر عصر هان من أعظم عصور الصين وأصبحت إمبراطورية هان مترامية الأطراف في عهد وو إمبراطور هان وتقارن  بالإمبراطورية الرومانية في الغرب.
تمكن وانغ مانغ الوصي على الإمبراطور الصغير «بينغ» من الاستيلاء على عرش الصين من سلالة هان الحاكمة ليعيد سلالة تشين الحاكمة للسلطة مرة أخرى سنة 9م. لكن بعد أربعة عشر عام اغتيل الإمبراطور الصيني وانغ مانغ سنة 23م. ونصب «جينج لي» إمبراطورًا ليعيد سلالة هان الحاكمة للسلطة مرة أخرى وتعتبر فترة حكم وانغ مانغ حد فاصل بين أسرة هان الغربية السابقة وأسرة هان الشرقية اللاحقة بعد نقل العاصمة من تشانغآن الي لويانغ.
بعد أن قام "الإمبراطور "غوانغ وو" بتوحيد البلاد عقب سقوط "أسرة تشين" ومقتل إمبراطورها وانغ مانغ استعادت الأسرة مكانتها وهيبتها وفي غضون 20سنة استعادت الأسرة النظام حتى إنها تفوقت على هان الغربية في الثقافة والأدب والاكتشافات.
بدأت سلالة هان الحاكمة تضعف تدريجيا بعد وفاة الإمبراطور شون من هان سنة 184م. اندلعت ثورة تمرد العمامات الصفراء واجتاحت أغلبية مدن الإمبراطورية إلا أن الإمبراطور لينغ من هان تمكن من قمعها وبعد وفاته سنة 189م. خلفه ابنه الإمبراطور شاو من هان وفي عهده سيطر «دونغ تشو» علي البلاط فعزل الإمبراطور وعين شقيقه الإمبراطور شيان من هان آخر أباطرة هان وبدأ «دونغ تشو» في إهانة الجنرالات مما أجبرهم على الثورة ضده في تحالف أسسه يوان شاو عرف بتحالف الحكام الثمانية عشر الذي نجح في دخول العاصمة لكن «دونغ تشو» استطاع الهرب بالإمبراطور شيان. وبعد قتل «دونغ تشو» انفض التحالف.
- حقبة الممالك الثلاث (189 - 280م)

في عهد الإمبراطور شيان من هان سيطر «دونغ تشو» على بلاط سلالة هان الحاكمة مما أدى لفوضى سببت بداية حقبة الممالك الثلاث
الجزء الشمالي للصين كان تحت سيطرة تساو تساو الذي أجبر الإمبراطور على بدء حرب توحيد البلاد ولكنه انهزم في معركة المنحدرات الحمراء من القوات المتحالفة مع سون تشوان وليو باي سنة 209م. وبعد وفاة تساو تساو سنة 220م. خلفه ابنه تساو بي الذي أجبر الإمبراطور شيان على التنازل له وأسس مملكة تساو واي في الشمال. مما دفع ليو باي لتأسيس مملكة شو هان سنة 221م. وإعلان نفسه إمبراطورا على الجنوب الغربي.
وسون تشوان لتأسيس مملكة وو الشرقية وإعلان نفسه إمبراطورا على الجنوب الشرقي.
- سلالة جين الحاكمة (266 - 420م.)

أجبر «سيما يان» الإمبراطور تساو هوان حاكم مملكة تساو واي على التنازل عن العرش له. وبدأ عهد أسرة جين التي سميت علي اسم مدينة «جين» وتوج «سيما يان» باسم الإمبراطور وو من جين. هزمت أسرة جين مملكة وو الشرقية سنة 280م. ووحدت الصين، ولكن الصراعات الداخلية والفساد قوض أركان الأسرة الحاكمة بسرعة حيث تنافس الأمراء علي خلافة الإمبراطور وو من جين بعد وفاته سنة 290م. في حرب الأمراء الثمانية خلال عهد الإمبراطور «هواي من جين».
احتل الشمال من قبل جماعات البدو المختلفة عام 316م. فانتقل بلاط جين إلى الجنوب لتنتهي أسرة جين الغربية وبداية عهد جين الشرقية على يد «سيما روي» وعاصمتها نانجينغ حيث بدأت فترة الممالك الستة عشر.
استولى الجنرال «ليو يو» على العرش من الإمبراطور «غونغ من جين» وأعلن نفسه الإمبراطور «وو من ليو سونغ»  ليضع نهاية لحكم أسرة جين وبداية حكم أسرة ليو سونغ في جنوب الصين وبدء فترة الأسر الجنوبية والشمالية.
- السلالات الحاكمة الجنوبية والشمالية (420-589م.)

استولي الجنرال «ليو يو» على العرش من الإمبراطور «غونغ جين» وأعلن نفسه الإمبراطور «وو من ليو سونغ»  ليضع نهاية لحكم أسرة جين ومؤسسا سلالة ليو سونغ الحاكمة في جنوب الصين سنة 420م. أما في الشمال غزت وي الشمالية ليانغ الشمالية لتقوم بتوحيد شمال الصين سنة 439م.
على الرغم من أنه كان عصر الحرب الأهلية والفوضى السياسية، فقد شهد أيضًا فترة ازدهار الفنون والثقافة والتقدم التكنولوجي وانتشار بوذية الماهايانا والطاوية. شهدت تلك الفترة هجرة واسعة النطاق لشعب قومية الهان إلى أراضي جنوب نهر اليانغتسي.
- سلالة سوي الحاكمة (581-618م.)

أسسها الإمبراطور وين من سوي وعاصمتها تشانغآن وشهد حكمه إعادة التوحيد بين جنوب الصين وشمالها وتشييد القناة الصينية الكبرى. وقد قام بإجراء العديد من الإصلاحات منها نظام تحقيق المساواة في امتلاك الأراضي والذي شُرّع لتقليل الفجوة الاجتماعية بين الفقراء والأغنياء مما أدى إلى تحسين الإنتاجية الزراعية.
ضعفت مملكة سوي بسبب الحروب مع مملكة غوغوريو الكورية والتي انتهت بهزيمة مملكة سوي في بداية القرن السابع وتفككت بعد ذلك من خلال مجموعة من الثورات الشعبية وحوادث الاغتيال.
- سلالة تانغ الحاكمة (618 -907م.)

تمكن «لي يوان» من الاستيلاء على السلطة في مرحلة انهيار سلالة سوي الحاكمة وأطاح بالإمبراطور «يانغ» من سوي مؤسسا سلالة سلالة تانغ الحاكمة وعاصمتها تشانغآن وسمي الإمبراطور غاوزو من تانغ ويعتبر عصر سلالة تانغ فترة بارزة في تاريخ الحضارة الصينية، وتساوي في مكانتها العصر الذهبي للثقافة لسلالة هان الحاكمة وكان لها تأثير ثقافي هائل على الدول المجاورة مثل كوريا واليابان وفيتنام.. كما أن الأراضي التابعة لها، والتي تم الاستيلاء عليها بالحملات العسكرية التي شنها الحكام الأوائل في تلك المملكة، تنافس الأراضي التابعة لـمملكة هان.
اغتال «زو وين» الإمبراطور «زاوزونغ من تانغ» سنة 904م. ليستبدل به ابنه الشاب الإمبراطور «آي من تانغ» عام 905م. وأعدم 9 من أخوات الإمبراطور «آي» بالإضافة إلى العديد من المسؤولين وفي عام 907 اطاح «زو وين» بالإمبراطور «آي» ليقضي علي سلالة تانغ الحاكمة ويعلن نفسه إمبراطورًا باسم «تايزو» من سلالة ليانغ المتأخرة الحاكمة. التي بدأت فترة الأسر الخمس والممالك العشر.
- فترة الأسر الخمس والممالك العشر (907- 979م.)

فترة انقسام واضطراب سياسي في الصين في القرن العاشر. شهدت قيام 5 ولايات قصيرة في السهل الأوسط، وأكثر من 12 ولاية متزامنة في أماكن أخرى خاصة في جنوب الصين.
- سلالة سونغ الحاكمة (960-1279م.)

بعد أن استحوذ الإمبراطور «تايزو من سونغ» على العرش من سلالة زو المتأخرة قضي 16 عامًا في غزو بقية الصين، فوحّد معظم اراضي الصين ووضع حدًّا لاضطرابات فترة الأسر الخمس والممالك العشر وأسس حكومة مركزية قوية في العاصمة كايفنغ مؤسسا سلالة سونغ الحاكمة في الشمال.
شهدت الحضارة الصينية في عهد سلالة سونغ الحاكمة تطوراً مذهلاً فقد كان للثورة الزراعية والصناعية المعتمدة على التطورات التقنية أثر مهم في النمو الاقتصادي، وتعتبر سلالة سونغ الحاكمة أول من أصدر الأوراق النقدية وأول من أنشأ قوة بحرية دائمة. كما شهدت هذه الأسرة أول استخدام معروف من البارود،
غزت قوات جين كايفنغ عاصمة أسرة سونغ الشمالية سنة 1127م. وأسرت الإمبراطور «شينزنغ» ووالده، في ما عرف بحروب جين سونغ. واصلت قوات سونغ تحت قيادة أسرة سونغ الجنوبية الكفاح لأكثر من عقد مع قوات جين حتى تم التوقيع على معاهدة شاوشينغ في 1141م. التي دعت إلى تسليم جميع الأراضي شمال نهر هواي لمملكة جين.
- سلالة جين الحاكمة (1115-1234م.)

تأسست أسرة جين في ما سيصبح شمال منشوريا من قبائل الجورشن عام 1115م. وقضت علي مملكة لياو سنة 1125م. واستولت على كايفنغ عاصمة أسرة سونغ الشمالية سنة 1127م. خلال حروب جين سونغ وسيطرت علي شمال الصين ودفعت سلالة سونغ الحاكمة للانتقال جنوبا. وتأسيس أسرة سونغ الجنوبية.
- سلالة يوان الحاكمة (1271-1368م.)

بدأت الامبراطورية المغولية تحت قيادة جنكيز خان الغزو بغارات صغيرة على أسرة شيا الغربية في عامي 1205م. وغزت سلالة جين الحاكمة سنة 1234م. وبحلول عام 1279م. كان الزعيم المغولي قوبلاي خان قد أنشأ سلالة يوان الحاكمة وسحق آخر مقاومة لسلالة سونغ الحاكمة واحتل كامل الصين.
بدأ انهيار حكم المغول في الصين عام 1344م. حين فاض النهر الأصفر وغيّر مساره مسببًا حالات جفاف كبيرة وفي عام 1351م. اندلع تمرد العمامة الحمراء في وادي نهر هواي وشهد هذا التمرد ظهور تشو يوان تشانغ فلاح من شعب الهان الصيني الذي أسس في النهاية سلالة مينغ الحاكمة تقدم جيش من المينغ إلى عاصمة يوان خان باليق. ففر «توغون تيمور» آخر حاكم لسلالة يوان شمالًا إلى منغوليا وحاول استعادة خان باليق لكنه فشل وتوفي في ينتشانغ انسحب المغول إلى قراقورم بعد سقوط ينتشانغ عام 1370م.
- سلالة يوان الشمالية (1368-1635م.)

تكونت سلالة يوان الشمالية من فلول سلالة يوان بعد هزيمة المغول أمام جيش سلالة مينغ الحاكمة وانسحابها الي الشمال في منشوريا.
- سلالة مينغ الحاكمة (1368-1644م.)

استولى زعيم الفلاحين المتمردين تشو يوان تشانغ   على السلطة في المنطقة الواقعة شمال نهريانغتسي سنة 1367م. وأعلن نفسه إمبراطوراً باسم الإمبراطور هونغوو مؤسسا سلالة مينغ الحاكمة واستطاع الانتصار علي سلالة يوان الحاكمة وإقصائهم إلى الشمال. بنى الإمبراطور هونغوو مدينة نانجينغ  وجعلها عاصمته.
تمتعت الصين في عهد أسرة مينغ بأكثر من 300 سنة من الاستقرار. مكنت من إنشاء إمبراطورية شاسعة. امتدت إلى كوريا الشمالية ومنغوليا وتركستان وجنوب فيتنام  وبورما يخدمها جيش ضخم يتعدى المليون جندي بعد الإطاحة بسلالة يوان الحاكمة المغولية في عام 1368م. بقيت منشوريا تحت سيطرة المغول سلالة يوان الشمالية في منغوليا حتى تم غزو منشوريا سنة 1387م. لكن لم يستطع سلالة مينغ الحاكمة فرض السيطرة على الجورشن التابعين للمغول في منشوريا فكان معظم سكان منشوريا -عدا الجورشن الجامحين- على علاقة طيبة مع الصين حتى عهد الإمبراطور «يونغلي» سنة 1409م. الذي أرسل حملة لتهدئة الجورشن . وبعد وفاته عام 1345م. بدأ تضاؤل الوجود السياسي لأسرة مينغ في منشوريا. ازدهرت الثقافة في عهد أسرة مينغ وتبنت تعاليم الكونفوشية الجديدة .
- سلالة تشينغ الحاكمة (1644-1912م.)

وحد زعيم الجورشن نورهس من عشيرة آيشن جيورو قبائل الجورشن وشن هجوم علي سلالة مينغ الحاكمة ومملكة جوسون الكورية استطاع فيه الاستيلاء على مقاطعة لياونينغ في جنوب منشوريا مؤسسا سلالة جين المتأخرة (1616-1636)
بعد وفاة نورهس سنة 1626م. خلفه ابنه هونغ تاي تشي الذي أعاد تسمية قبائل الجورشن بشعب المانشو.
وفي عام 1635م. خضعت سلالة يوان الشمالية تحت حكم «إيجي خان» رسميًا لسلطة جين المتأخرة. في العام التالي، أعاد هونغ تاي تشي تسمية مملكة جين المتأخرة «تشينغ الكبرى» وأعلن نفسه إمبراطورا مؤسسا سلالة تشينغ الحاكمة سنة 1636م.
حوصرت عاصمة مينج بكين في ثورة الفلاحين عام 1644م. بقيادة «لي زيتشنج» وهو مسؤول سابق في مملكة مينج والذي أصبح فيما بعد قائدًا لثورة الفلاحين وأسس أسرة شن قصيرة الأمد بعد اقتحام بكين وانتحار آخر أباطرة مينغ «شونجزن»
اجتاحت أسرة تشينغ أسرة شن التابعة ل «لي زيتشنج» ومينغ الجنوبية لتحكم إمبراطورية تضم الصين  والتبت ومنشوريا  ومنغوليا وسنجان وتايوان حتى قيام ثورة شينهاي سنة 1911م.
- هونج كونج

رفضت سلطات سلالة تشينغ في عام 1839 م. استيراد تبغ الأفيون من بريطانيا ممَّا أدى إلى اندلاع حرب الأفيون الأولى بين البلدين. نزلت القوات البريطانية في جزيرة هونغ كونغ واحتلّتها في يناير 1841م.
عُقِدَت معاهدة نانجينغ 1842م. وسُرعَان ما أسست بريطانيا عليها مستعمرة ملكية وأتبعتها بتأسيس مدينة فكتوريا.
خسرت الصين مجدداً حرب الأفيون الثانية عام 1860م. لتضطرَّ للتنازل أيضاً عن شبه جزيرة كولون وجزيرة نغونغ تشين تشاو وفقاً لشروط معاهدة بكين.
كما أُجبرت سلالة تشينغ على توقيع اتفاقية مماثلة مع البرتغال عام 1887م. وبهذه الاتفاقية أصبحت ماكاو وبشكل رسمي تحت الحكم البرتغالي.
وُقِّعت معاهدة توسعة منطقة هونغ كونغ بين بريطانيا والصين عام 1898م.التي حازت بموجبها بريطانيا عقد إيجارٍ للجزيرة مدَّته 99 عاماً.
- جمهورية الصين (1912-1949م.)

كانت الهزيمة في الحرب اليابانية الصينية الأولى نقطة تحول لحكومة تشينغ التي أشعلت سلسلة من الانتفاضات التي قادها كل من سون يات سين  وبلغت أوجها في ثورة شينهاي عام 1911م. التي أنهت الملكية في الصين وخلع الإمبراطور «بوئي» آخر أباطرة أسرة تشينغ في فبراير 1912م. تقلَّد سون يات سين منصب الرئيس لفترة وجيزة قبل تسليم المنصب إلى يوان شيكاي قائد جيش المحيط الشمالي. فاز حزب الكومينتانغ -حزب سون يات سين الذي قاده سونغ جياو رين بعد ذلك- بالانتخابات البرلمانية في ديسمبر 1912م. لكن اغتيل سونغ بأوامر من يوان شيكاي بعد الانتخابات وسيطر جيش المحيط الشمالي سيطرةً كاملة على الحكومة. أعلن يوان نفسه إمبراطورًا للصين سنة 1915م. لكنه سرعان ما تراجع بسبب اضطراباتٍ شعبيةٍ عارمة. أُضعفت سلطة حكومة المحيط الشمالي بشكل أكبر بعد استعادة مملكة تشينغ للحكم مؤقتًا. تبنت زُمر في جيش المحيط الشمالي مبدأ الحكم الذاتي وتصارعت فيما بينها خلال عصر أمراء الحرب.
شن الجنرال شيانج كاي شيك الذي أصبح زعيم حزب الكومينتانغ بعد وفاة  سون يات سين- الحملة الشمالية بمعاونة الاتحاد السوفيتي سنة 1926م. للتخلص من حكومة المحيط الشمالي وانتهت في عام 1928م. بتوحيد الصين أسس شيانج كاي شيك حكومة قومية في نانجينغ وقتل عددًا كبيرًا من الشيوعيين في شانغهاي. مما أدي لتوجه الشيوعيين للثورة المسلحة ما تسبب في اندلاع الحرب الأهلية الصينية.
اندلعت الحرب اليابانية الصينية الثانية سنة 1937م. ردا على الغزو الياباني لمنشوريا وإنشاء دولة مانشوكو العميلة لليابان سنة 1932م. وانتهت بانتصار صيني كجزء من انتصار الحلفاء في الحرب العالمية الثانية في المحيط الهادي واستسلام القوات اليابانية في الصين وأصبحت الصين عضوا في مجلس الأمن.
مع انتهاء الحرب اليابانية الصينية الثانية استُؤنفت الحرب الأهلية بين حزب القومي الصيني (الكومينتانغ) والحزب الشيوعي الصيني ما أدى إلى إقرار دستور جمهورية الصين لعام 1946م. واعتباره القانون الأساسي للجمهورية بدلًا عن القانون التنظيمي لعام 1928م. وبنهاية الحرب الأهلية عام 1949م. أسس الحزب الشيوعي الصيني بقيادة ماو تسي تونغ جمهورية الصين الشعبية في بر الصين الرئيسي مما أجبر القوميين (جمهورية الصين) على نقل عاصمتهم من نانجينغ لمدينة تايبيه في جزيرة تايوان.
- جمهورية منغوليا

طرد المنغوليون القوات الصينية من منغوليا الخارجية عام 1911م. ونصبوا قديسا يدعى بوذا الحي ملكًا، وطلبوا دعمًا من روسيا.
وفي عام 1913م. وافقت كل من الصين وروسيا على إعطاء منغوليا الخارجية السيادة على شؤونها، لكنها مع ذلك بقيت مقاطعة صينية من الناحية القانونية، وفي الواقع تحت السيطرة الروسية. وخلال الحرب الأهلية الروسية عام 1920م. احتلت القوات المناوئة للشيوعية منغوليا الخارجية وحكمتها من خلال تنصيب بوذا الحي ملكًا عليها. لكن استعاد المنغوليون والشيوعيون الروس حكم منغوليا الخارجية في عام 1921م. وأنشؤوا جمهورية منغوليا الشعبية في عام 1924م. بعد وفاة بوذا الحي.

## تاريخ اليابان
- فترة يايوي اليابانية (300ق.م.-300م.)

يبدأ تاريخ اليابان المكتوب مع فترة يايوي وفيها تم إدخال العديد من التقنيات ومواد التصنيع القادمة من القارة الآسيوية إلى الأرخبيل الياباني ساعد الأخذ السريع بهذه الوسائل على قيام حضارة.
- فترة كوفون اليابانية (300-593م.)

تميزت باستخدام الكوفون وتعني الأضرحة الضخمة للقادة الكبار . وخلال هذه الفترة استطاعت إحدى الجماعات البدائية القوية أن توحد الجماعات الجماعات المنتشرة على سهول نارا تحت سلطتها. ثم بدأت ومنذ 550م. هيمنة  مملكة ياماتو  وفي نفس الفترة تم عقد أولى العلاقات الرسمية مع مملكة بايكتشي الكورية وسلالة سونغ الحاكمة في الصين. كان من ثمار هذه العلاقات الدخول التدريجي للكتابة والبوذية.
- فترة أسوكا (593-710م.)

مع نهاية القرن الـسادس أخذت هيمنة عشيرة  سوغا على بلاط ياماتو تتزايد. عقب اغتيال زعيم عشيرة السوغا الإمبراطور سوشون وإبعاد عشيرتي  ناكاتومي  و«مونونوبه» عن البلاط. تبدأ فترة أسوكا مع تتويج الإمبراطورة سويكو سنة 592م. وشهدت هذه الفترة تقارب مع كوريا.
أصبح الأمير شوتوكو تايشي وصيا على خالته الإمبراطورة سويكو وكان الحاكم الفعلي للبلاد. فقام بإعلان البوذية ديانة رسمية للدولة ووضع نظام  المراتب الاثنتا عشر كما أمر بتشييد أولى المعابد في البلاد، على الطراز الصيني. وأعاد العلاقات الدبلوماسية مع سلالة سوي الحاكمة في الصين
بعد وفاة الأمير شوتوكو تايشي سنة 622م. بدأ الصراع بين العشائر ودخلت اليابان فترة انتقالية انتهت مع مصرع زعيم عشيرة السوغا وتنصيب الإمبراطور جوميه وبدأت مرحلة جديدة تواصلت فيها الإصلاحات عرفت تاريخيا باسم إصلاحات عهد تائيكا سنة 645م. قاد هذه الإصلاحات الجديدة الأمير «ناكا نو أويي» والذي أصبح الإمبراطور تينجي لاحقا . هدفت هذه الاصلاحات الي تقوية البلاط الإمبراطوري علي حساب العشائر. ويعتبر حكم الإمبراطور تيمو الذي تولي الحكم سنة 673م. أبرز شاهد على مدى سطوة الأباطرة حيث قام ومنذ أيام حكمه الأولى باعلان مجموعة من المراسيم والقوانين حتى يمنح نفسه مزيدا من السلطة. وتبعها مراسيم وقوانين أخرى أقرتها زوجته الإمبراطورة جيتو التي تولت الحكم خلفه سنة 686م. رسخت كلها وبالتدريج قيام الدولة التي تديرها القوانين.
- فترة نارا (710-794م.)

سميت الفترة على اسم نارا وهي المدينة التي احتضنت البلاط الإمبراطوري. في عهد الإمبراطورة غيميه وشهدت هذه الفترة هيمنة عشيرة ناكاتومي التي تنحدر منها عشيرة فوجيوارا
- فترة هييآن (794-1185م.)

شهدت هذه الفترة عهداً من الرخاء واستطاع البلاط الإمبراطوري أن يبسط هيمنته على كامل الجزر الرئيسية في الأرخبيل الياباني بأستثناء جزيرة هوكايدو. وتميزت بتطور ثقافة وطنية يابانية متحررة من التأثيرات الكورية والصينية.
شهدت أيضا ابتداءً من النصف الثاني من القرن التاسع افلات السلطة من يد العائلة الحاكمة وأصبحت بين أيدي عشيرة الفوجيوارا الذين تمكنوا من السيطرة على اثنين من المناصب الحساسة في الدولة منصب الوصي علي الإمبراطور الصغير ومنصب الحاجب أو المستشار. بعد وفاة الإمبراطور «مونتوكو» سنة 858م. خلفه ابنه الإمبراطور «سيوا» في الثامنة من عمره تحت وصاية جده من عشيرة الفوجيوارا «نو يوشي-فوسا» ليستولى على مقاليد الحكم مع اتخاذه لقب الوصي، مرسخاً بذلك لعادة استمرت حتى نهاية القرن العاشر. انتهت مرحلة سيطرة  الفوجيوارا سنة 1028م. مع وفاة أخر وصي «ميتشيناغا» ومع وفاة الإمبراطور «غو-ريزي» سنة 1068م. خلفه ابنه الإمبراطور «غو-سانجو» الذي تنازل عن الحكم لابنه الإمبراطور «شيراكاوا» تحت وصايته وسمي هذا العهد عهد الأباطرة المنعزلين. وقام الإمبراطور «شيراكاوا» بالتنحي لصالح ابنه الإمبراطور «هوريكاوا» سنة  1086م. مع قيامه بدور الوصاية عليه.
شهدت نهاية فترة هييآن هيمنة عشيرة الـتائيرا بفضل المحارب كييوموري الذي أستحوذ على المناصب العليا في البلاط ثم بدأ بتوزيع المناصب على أفراد عائلته وزوج إحدى بناته من أحد الأمراء والذي أصبح أحد أبناءه الإمبراطور «أنتوكو» سنة 1180م.
في نفس الوقت يوريتومو  من عشيرة ميناموتو أتخذ من كاماكورا مقرا له، واستغل فرصة قيام «يوشي-ناكا» بثورة سنة 1183م. وهاجم العاصمة الإمبراطورية كيوتو فجهز يوريتومو حملة وتمكن من إنقاذ الإمبراطور «غو شيراكاوا» ولم تنتهي المعارك الا بعد القضاء علي عشيرة الـتائيرا  في معركة دان نو أورا  سنة 1185م. وانهت سيطرة عشيرة الـتائيرا على الحكم في اليابان. وأصبح ميناموتو نو يوريتومو أول شوغون  وأسس حكومته العسكرية في كاماكورا.
- فترة كاماكورا (1185-1338م.)

عرفت هذه الفترة ولأول مرة نظام حكم جديد، أصبح الشوغون الحاكم الأول في البلاد فيما انحسر دور الإمبراطور أكثر. تعتبر الهزيمة التي منيت بها عشيرة الـتائيرا  علي يد عشيرة ميناموتو في معركة دان نو أورا سنة 1185م. الحدث الفاصل بين فترة هييآن  وفترة كاماكورا 
لم تعمر عشيرة ميناموتو في الحكم طويلا. مع حلول سنة 1219م. خلت الساحة من أي من أبناء هذه العائلة ممن تتوفر فيهم أهلية للحكم. كانت الفرصة سانحة أمام عشيرة «الـهوجو»
حاول خلالها الإمبراطور «غو-هوريكاوا» المنعزل أن ينقلب على نظام الشوغون فنشبت حرب جوكيو سنة 1221م. بين الإمبراطور «غو-توبا» والشوغون هوجو «يوشيتوكي». انتصرت قوات «يوشيتوكي» بكل سهولة في الحرب وأُخضع البلاط الإمبراطوري لحكم الشوغون المباشر.
في سنة 1274م. كان المغول قد أتموا سيطرتهم على الصين وكوريا فحاولوا أن يخضعوا اليابان. إلا أن المقاومة الشرسة التي أبداها اليابانيون من جهة والعاصفة البحرية التي دمرت الأساطيل المغولية.
نفي الإمبراطور «غو-دايغو» بسبب محاولته الإطاحة بنظام الـشوغون قرر هذا الأخير وهو في المنفى أن يعيد الكرة، مستغلاً حالة الضعف التي يمر بها النظام بدأ يجمع حوله الرجال استعدادا لحركة الانقلاب. كان أول من انظم إليه أشيكاغا تاكا-أوجي زعيم عشيرة الـأشيكاغا نجح الأنقلاب علي نظام الـشوغون وعادت السلطة إلى الإمبراطور «غو-دايغو»، وعرفت هذه الفترة باسم «استعراش كنمو» (إعادة إلعرش) سنة 1333م. لكنها لم تستمر طويلا حيث قام أشيكاغا تاكا-أوجي بعزل الإمبراطور «غو-دايغو» وعين «كوميو» إمبراطور جديد وعين أشيكاغا تاكا-أوجي نفسه شوغون سنة 1338م. اتجه الإمبراطور المعزول «غو-دايغو» الي جنوب نارا واسس بلاط إمبراطوري في الجنوب وبداية الحرب الأهلية بين البلاطين الجنوبي والشمالي.
- فترة موروماشي (1338-1573م.)

بعد تنصيبه شوغون على البلاد بدأ أشيكاغا تاكا-أوجي تدعيم حكمه وتقوية قبضته على البلاد. إلا أن الأمور كانت معقدة بسبب الحروب الأهلية التي دخلت فيها البلاد لا ثم أخذت الأمور تتحسن مع تولي ابنه «أشيكاغا يوشي-آكيرا» سنة 1358م. ثم حفيده أشيكاغا يوشي-ميتسو الذي حكم سنة 1385م. فسادت البلاد أجواء هادئة وقاموا بإقامة علاقات تجارية رسمية مع الصين مما حفز نمواً اقتصادياً للبلاد أثناء هذه الفترة وتشكلت طبقة برجوازية من بين سكان المدن. إلا أن الهدوء لم يعمر طويلاً. مع بداية القرن الخامس عشر، بدأت الحكومة المركزية تفقد سلطتها لصالح بعض القادة من كبار المحاربين بعدما استقروا في المقاطعات الداخلية لقب هؤلاء باسم داي-ميو. وبدأت البلاد تخرج عن سيطرة الـ«شوغونات»، وعرفت الفترة أحداث دامية وحركات ثورية قادها الأهالي والفلاحين.
أخذت قوة نظام الشوغونات في التهاوي السريع وبسبب انقسامات حادة وسط الأسرة الحاكمة دخلت البلاد دوامة من العنف والصراعات عرفت هذه الحروب باسم حرب أونين سنة 1467م. والتي استمرت 10سنوات أدخلت اليابان فترة المقاطعات المتحاربة سنة 1480م. حتي 1573م. حيث حاول زعيم كل مقاطعة (داي-ميو) أن يبسط هيمنته على المقاطعات الأخرى. ثم امتد الصراع ليشمل كل البلاد.برز فيها العديد من المحاربين الكبار الذين حاولوا توحيد البلاد تحت رايتهم.
مع مجيء البرتغاليين، والذين دخلوا البلاد عن طريق ميناء «كاغيشيما» عام 1543م. جلب هؤلاء معهم تقنيات جديدة لم يكن يعرفها اليابانيين من قبل كان أهمها البندقية البدائية وكانت النتيجة أن تطورت الحروب وأصبحت أكثر دموية. جلب البرتغاليون أيضا المسيحية حيث قاد حملت التنصير القديس «فرانسوا» من جماعة اليسوعيون وبدأ الجماعات التبشيرية عملها رسميا منذ 1549م. 
- فترة أزوتشي-موموياما (1573-1603م.)

تعتبر مرحلة انتقالية بين فترتي حكم شوغونات كل من أشيكاغا وتوكوغاوا أهم ما ميزها هو استعادت البلاد لوحدتها السياسية. سميت هذه الفترة باسم القصرين الذين احتضنا بلاطي الحاكمين الأولين أزوشي ثم موموياما
بدأت الوحدة علي يد أودا نوبوناغا الذي كان حاكم مقاطعة (داي-ميو) استطاع أن يطرد آخر الشوغونات من عشيرة أشيكاغا بعدما استولى على عاصمتهم. اتخذ لنفسه مقرا جديدا في أزوشي ثم بدأ من هناك محاولته للسيطرة على البلاد وتوحيدها. لكن بعد خيانة أحد أتباعه أجبر أودا نوبوناغا على الانتحار. تولى الأمر من بعده قائد جيوشه تويوتومي هيده-يوشي الذي أتخذ من أوساكا مقر له فقام بإصلاحات سياسية واقتصادية كان هدفها زيادة نفوذه وسلطته على البلاد. سنة 1595م. وبمساعدة أحد حلفائه الجدد توكوغاوا إيئه-ياسو استطاع أن يوحد كامل بلاد اليابان وحاول غزو كوريا لكنه فشل في المرة الاولي وقتل في الثانية سنة 1598م. فبدأ الصراع بين حكام المقاطعات لكن تمكن توكوغاوا إيئه-ياسو من حسم الصراع واستطاع اقناع الإمبراطور ان يمنحه لقب شوغون سنة 1603م. ليؤسس لسلالة شوغونية توكوغاوا.
- فترة إيدو (1603-1868م.)

خلع الإمبراطور «غو-يوزيه» على توكوغاوا إيئه-ياسو  لقب الـشوغون كان ذلك تتويجا لمرحلة استعادت فيها البلاد وحدتها السياسية.
اتخذ توكوغاوا إيئه-ياسو لحكومته مقرا جديد في إيدو  التي أصبحت أكبر وأغنى المدن في البلاد. اتخذ سلسلة من الإجراءات لإصلاح النظامين السياسي والاقتصادي الشيء الذي مكنه من أن يبسط سيطرته على البلاد. وعند وفاته سنة 1616م. كانت اليابان قد أصبحت وحدة سياسية كما أصبحت تتمتع بنظام سياسي مستقر دام أكثر من ثلاثة قرون.
كان الـشوغونات في فترة إيدو يرون أنه يتوجب عليهم ولضمان استقرار سياسي واجتماعي في البلاد، أن يتحكموا في حركة انتقال الأشخاص. وإغلاق كل منافذ البلاد (اليابان) على الخارج، ومنع السكان من التواصل مع بقية العالم كان انتشار أفكار الـكونفوشسيوسية الجديدة من أهم ما ميز الحياة الفلسفية في اليابان أثناء فترة إيدو. مع تحسن المستوى المعيشي للسكان في المدن، وبالأخص كيوتو  وأوساكا ظهرت ثقافة شعبية خاصة بطبقة جديدة من البورجوازيين. من أهم مظاهرها ابتداع مسرح العرائس أولا ثم مسرح الـكابوكي. بعد وفاة الشوغون توكوغاوا إييسادا سنة 1856م. دخلت البلاد أزمة سياسة عاصفة. كانت أطراف عديد تتنازع القرار السياسي بين كبار الزعماء من داي-ميو والذين شكلوا (المحافظين) في صراع مع جماعة كانت ترى وجوب الدفع بالبلاد إلى الأمام ومحاربة الركود القائم، كما دار صراع آخر بين جماعة من الذين كانوا يرون وجوب طرد الأجانب من البلاد (الوطنيين) وجماعة أخرى كانت تؤيد عملية انفتاح البلاد على الخارج. قادت كل هذه الأزمات نظام الـشوغونية وببطء نحو الهاوية، كما عجلت بميلاد عهد جديد مع بداية ما عرف بفترة مييجي سنة 1868م.
- فترة مييجي (1868-1912م.)

قاد رجال من المعاقل (المقاطعات) الغربية الحركة الداعية لاسترجاع الحق الإمبراطوري وبعد تصاعد حركات الاحتجاجات والتمرد تشكل تحالف من المعاقل ضد شوغونية توكوغاوا سنة 1860م.
توفي الإمبراطور كوميه سنة 1867م. وخلفه ابنه ماتسوهيتو الذي لقب بالإمبراطور ميجي
وأمام زحف قوات المعاقل المتحالفة على العاصمة إيدو |ضطر الشوغون توكوغاوا يوشينوبو لتقديم استقالته لالإمبراطور ميجي.
قام أعضاء من المعاقل المتحالفة المنتصرة بتشكيل حكومة وطنية في كيوتو في يناير 1868م. واستعراش الإمبراطور ميجي وتقلده حكم البلاد. كما تم إلغاء منصب الـشوغون ومصادرة الأراضي التابعة له. وإصدار مراسيم يضمن فيها حرية التعبير للشعب.
وقع قسم خماسي عند استعراش الإمبراطور ميجي يتكون من خمس قرات هي 1 تشكيل مؤسسات حرة .2 توحيد جميع طبقات المجتمع .3 السماح للعامة بتحقيق ما يطمحون اليه دون معوقات .4 الأقلاع عن العادات القديمة السيئة .5 نشر المعرفة في ارجاء المعمورة.
تم أقرار دستور سنة 1885م. الذي منح سلطات واسعة للإمبراطور واستحداث غرفتين برلمانيتين نواب وشيوخ يضمن الدستور لليابانيين حرية التنقل، التفكير والانضمام في جمعيات، المساواة في الفرص عند التقدم للحصول على أي من الأعمال أو المناصب، وكذا الحق في أحكام عادلة عند المقاضاة. 
بدأت اليابان تنتهج سياسة توسعية استعمارية
أرسلت اليابان قوات عسكرية إلى شبه جزيرة كوريا استطاعت هذه القوات السيطرة على البلاد. اندلعت بعض الاشتباكات بين الجيشين الياباني والصيني إلا أن سرعان ما أندلعت الحرب الصينية-اليابانية رجحت فيها كفة اليابان وأكدت تفوقه العسكري، فطالبت الحكومة الصينية بإعلان الهدنة التي أفضت إلى توقيع معاهدة شيمونوسيكي في أبريل 1895م والتي كرست انتصار اليابان وضمت على إثرها جزيرة فورموزا وأرخبيل البيسكادوريس
كانت الإمبراطورية الروسية بدورها لها نفس المطامع. وقعت الدولتان في أول الأمر اتفاقا تم بموجبه إعلان كوريا منطقة محايدة، إلا أنه وبعد انتفاضة الأهالي في الصين سنة 1899م. أخذت روسيا تختلق الذرائع لتبرير احتلاها  لمنشوريا وتقدم قواتها إلى كوريا.
بعد توقيع اليابان لاتفاقية تحالف مع المملكة المتحدة عام  1902م. قدمت اليابان طلبا رسميا لروسيا لسحب قواتها من منشوريا، رغم طول المفاوضات وإصرار اليابانيين رفض الروس. فقامت القوات اليابانية بمهاجمة ميناء بورت آرثر في منشوريا والذي كانت تحت سيطرة القوات الروسية ومن ثم اندلعت الحرب الروسية اليابانية في فبراير  1904م. دحر الأسطول الياباني القوات البحرية الروسية في أول مواجهة بينها ورغم تقدمها إلا ان القوات اليابانية تكبدت خسائر فادحة. فلم يتردد الطرفان في قبول عرض الوساطة التي طرحه الرئيس الأمريكي تيودور روزفلت، انتهت الحرب مع توقيع اتفاقية بورتسموث في سبتمبر 1905م. التي اقرت سحب روسيا قواتها المتواجدة في كوريا وضم اليابان جزيرة سخالين كما أنتقلت إليها العديد من الحقوق الروسية في الصين مثل الامتيازات التجارية في شبه جزيرة لياودونغ مد خط سكة الحديد في جنوب منشوريا
بعد اغتيال رئيس الحكومة الياباني إيتو هيروبومي
على يد أحد القوميين الكوريين قامت اليابان بضم شبه جزيرة كوريا سنة 1910م.
توفي الإمبراطور ميجي في يوليو 1912م. وخلفه ابنه الإمبراطور تايشو وانتهت فترة ميجي
- فترة تايشو (1912-1926م.)

سمحت الحرب العالمية الأولى لليابان، والتي قاتلت إلى جانب قوى الحلفاء المنتصرين بتوسيع نفوذها في آسيا حيث أعلنت الحرب على ألمانيا في أغسطس 1914م. واحتلّت الأراضي الألمانية بسرعة في جزر شاندونغ الصينية، وجزر ماريانا، وكارولين، ومارشال في شمال المحيط الهادئ
عاشت اليابان ازدهارًا غير مسبوق بعد الحرب، وذهبت إلى مؤتمر السلام في باريس عام 1919م. كأحد القوى العسكرية والصناعية الكبرى في العالم، وحصلت على اعتراف رسميّ بأنها واحدة من الدول الخمس الكبرى في النظام الدولي الجديد ومُنحت مقعدًا دائمًا في مجلس عصبة الأمم، وأكّدت معاهدة السلام نقل الحقوق الألمانية لمقاطعة شاندونغ الصينية إلى اليابان
كذلك جزر شمال المحيط الهادئ التابعة سابقًا لألمانيا، تحت الحكم الياباني وشاركت اليابان أيضًا مع الحلفاء في التدخّل في روسيا بعد الثورة البلشفية
أدى نظام الحزبين السياسي الذي كان يتطور في اليابان بعد الحرب العالمية الأولى إلى تسمية هذه الفترة بفترة ديموقراطية تايشو.
تَوفي الإمبراطور تايشو في ديسمبر 1926م. وخلفه الإمبراطور هيروهيتو.
- فترة شووا (1926-1989م.)

فترة الإمبراطور هيروهيتو حيث تحولت اليابان إلى الشمولية بعد انهيار الرأسمالية  وتحت تهديد الشيوعية ظهرت نزعة قومية.
قامت القوات اليابانية بغزو الصين الحرب الصينية اليابانية الثانية في يوليو 1937م. قبل أندلاع الحرب العالمية الثانية مما حدى بالولايات المتحدة  وحلفائها إلى فرض مقاطعة اقتصادية على اليابان وعلى إثره قررت اليابان ضرب ميناء بيرل هاربر في ديسمبر 1941م. بدون إعلان للحرب على الولايات المتحدة وبهذا دخلت الحرب العالمية الثانية كما قامت القوات اليابانية بغزو جنوب آسيا تزامناً مع قصف بيرل هاربر وبالتحديد ماليزيا،  إندونيسيا، الفلبين،  وسنغافورة
انتهت الحرب العالمية الثانية بهزيمة ألمانيا النازية، إلا أن الولايات المتحدة وبعض من دول التحالف ومن ضمنها أستراليا دأبوا على استرجاع الأراضي التي استولت عليها اليابان فقامت الولايات المتحدة بالهجوم ومحاولة استرجاع غينيا الجديدة، جزر سليمان، بريطانيا الجديدة، أيرلندا الجديدة  والفلبين. وتنامت الضغوط على اليابان بهجوم  الولايات المتحدة على السفن التجارية اليابانية وحرمان اليابان من المواد الأولية اللازمة للمجهود الحربي، وأخيرا إعلان الاتحاد السوفييتي الحرب على اليابان في بداية 1945أم. ومن ثمّ مهاجمة منشوريا
جاءت هزيمة اليابان في أغسطس 1945 بعد أن أسقطت قنبلة ذرية على هيروشيما أودت بحياة أكثر من 200 ألف نسمة وقنبلة أخرى على ناغاساكي، مما دفع اليابان لإعلان الاستسلام.
تسببت الهزيمة في الحرب العالمية الثانية في حدوث تغيير جذري في اليابان. للمرة الأولى الوحيدة في تاريخها، كانت اليابان مُحتلة من قبل قوى خارجية، وقد استمر هذا الاحتلال سبع سنوات. أدى احتلال الحلفاء إلى إصلاحات ديمقراطية شاملة، ونتج عنه النهاية الرسمية لمكانة الإمبراطور كأحد أنصاف الآلهة وتحوّلت اليابان الي ملكية دستورية ذات ديمقراطية ليبرالية. أصبحت اليابان دولة ذات سيادة مرة أخرى بمعاهدة سان فرانسيسكو سنة 1952م.

## تاريخ كوريا
- مملكة غوجوسون الكورية (2333-108ق.م.

غوجوسون أول مملكة في شبه جزيرة كوريا ومنشوريا  ولياونينغ. تقول الأسطورة أن دانغن وانغوم هو حفيد السماء أسس مملكة غوجوسون سنة 2333ق.م. وعاصر حكم  الإمبراطور الصيني الأسطوري «ياو» من الملوك الثلاثة والأباطرة الخمسة
يقسم تاريخ مملكة غوجوسون في العادة إلى ثلاثة أقسام دانغن جوسون جوسون القديمة وغجا جوسون التي اسست 1122ق.م. ومان جوسون التي اسست 194ق.م.
- مملكة غجا جوسون (1122-194ق.م.)

غجا هو أحد أفراد عائلة شانغ الملكية والتي دمرت علي يد الملك «وو» مؤسس سلالة زو الحاكمة. بعد تدمير مملكة شانغ انتقل غجا برفقة 5,000 رجل إلى جوسون، ونقل الحضارة معه
واسس مملكة غجا جوسون بعد ان ابعد حاكم غوجوسون دانغن سنة 1122ق.م.
- مملكة ومان جوسون (194-108ق.م.)

ومان هو جنرال من مملكة يان الصينية نفاه غاوزو إمبراطور هان فلجأ إلى مملكة غجا جوسون وعينه الملك جن قائداً على منطقة الحدود الغربية وعلى الرغم من الكرم الذي أظهره الملك جُن إلا أن ومان تمرد ودمر مملكة غجا جوسون سنة 194ق.م. واسس مملكة جديدة ومان جوسون ونقل العاصمة الي بيونغيانغ.
توسعت ومان جوسون وسيطرت على الكثير من الأراضي وأصبحت قوة اقتصادية من خلال التحكم بالتجارة بين مملكة هان في الصين والعديد من الدول في منشوريا. كان الإمبراطور وو من هان يعتقد أن ومان جوسون ستهدد هان الصينية، وأنها قد تتحالف مع قبائل الشيونغنو فقام بغزو ومان جوسون خلال عهد  الملك «أوغو» ودمرها سنة 108ق.م.
- فترة ممالك كوريا الثلاث (108ق.م.-686م.)

بعد  هزيمة مملكة غوجوسون على يد سلالة هان الحاكمة في الصين سنة 108ق.م. سيطرت ممالك بيو، «أوكجو»، و«دونغ يي» وغيرها من الممالك الصغيرة على المناطق الشمالية من شبه جزيرة كوريا ومنشوريا.
في الجنوب سقطت مملكة جن والتي لا يعرف الكثير عنها، ليأتي بعدها ثلاث كونفدراليات هي كونفدرالية جنهان، وكونفدرالية بيونهان، وكونفدرالية ماهان
- مملكة غوغوريو (37ق.م.-686م.) اسست علي يد الأمير «جمونغ» الذي فر من مملكة بيو بعد صراع على السلطة بين أمراء بلاط بيو واسس مملكة غوغوريو في شمال شبه جزيرة كوريا وتوسعت علي حساب الدويلات الصغيرة في الشمال واستطاعت أن تهزم آخر مقاطعات الصين العسكرية سنة 313م.
- مملكة شلا (57ق.م.-935م.) أسست على يد الملك «بارك هيوكغوسي» باتحاد ست عشائر على أراضي كونفدرالية جنهان سنة 57ق.م. ثم قامت ببسط نفوذها على الدول المجاورة. حتي سيطرت علي الجزء الشرقي من شبه جزيرة كوريا.
- مملكة بايكتشي (18ق.م.-660م.) أسست على يد «أونجو» ثالث أبناء «جمونغ» مؤسس مملكة غوغوريو علي اراضي كونفدرالية ماهان في منطقة منشوريا. ثم بدأت بالاستيلاء على بقية الأراضي المجاورة. حتي سيطرت علي الجزء الغربي من شبه جزيرة كوريا.

أما كونفدرالية بيونهان فسقطت على يد كونفدرالية غايا سنة 42م. في الجنوب والتي سقطت بدورها على يد مملكة شلا سنة 532م.
أخيرا سيطرت مملكة غوغوريو ومملكة بايكتشي  ومملكة شلا على شبه جزيرة كوريا ومنشوريا وعرفت باسم الممالك الثلاث.
- فترة دولتا الشمال والجنوب (698-926م.)
- مملكة شلا اللاحقة (668-935م.) تحالفت مملكة شلا في القرن السابع مع سلالة تانغ الحاكمة في الصين. واستطاعت بقيادة الملك «ميول» احتلال مملكة بايكتشي سنة 660م. وفي عهد الملك «منمو»  استطاعت شلا احتلال مملكة غوغوريو في الشمال سنة 668م. وبذلك وحدت  ممالك كوريا الثلاث وأسست مملكة شلا اللاحقة التي حكمت جنوبِ شبه جزيرة كوريا وامتدت شمالا لمنطقة بيونغيانغ. غزت سلالة تانغ مملكة شلا عام 674م. لكن مملكة شلا هزمت جيش التانغ في الشمال. وأخرجت قوات التانغ من شبه الجزيرة بحلول عام 676م.
- مملكة بالهاي (698-926م.) سقطت مملكة غوغوريو على يد تحالف مملكة شلا مع سلالة تانغ الحاكمة سنة 668م. احتلت تانغ الجزء الغربي من منشوريا في حين وحدت شلا شبه جزيرة كوريا من جنوب نهر تايدونغ.

قاد الجنرال «داي جنغ سانغ» من مملكة غوغوريو السابقة شعب غوغوريو بعد تحالفه مع قائد شعب الموهي وانتفض ضد سلالة تانغ الحاكمة. وبعد وفاة «داي جنغ سانغ» خلفه ابنه «داي جو يونغ» الذي استطاع الانتصار علي جيش تانغ في «معركة تيانمنلينغ» واسس مملكة بالهاي على المناطق الشمالية لشبه جزيرة كوريا ومعظم منشوريا سنة 698م..
ضعفت مملكة بالهاي بحلول القرن العاشر حتي احتلتها مملكة لياو الصينية عام 926م.
- فترة ممالك كوريا الثلاث اللاحقة (892-936م.)

ضعفت مملكة شلا اللاحقة في نهاية القرن التاسع وفي سنة 900 ثار «غيون هوون» في مقاطعة جولا  والتي كانت تحت نفوذ شلا وأسس مملكة بايكتشي اللاحقة  وفي السنة التالية ثار «غنغ يي» في المناطق الشمالية وأسس مملكة غوغوريو الأخيرة التي سميت لاحقا مملكة «تايبونغ».
انضم وانغ غون  لمملكة «تايبونغ» كجنرال. ثم رئيساً لوزراء مملكة تايبونغ ثم انقلب علي الملك «غنغ يي» وقتله ونصب نفسه ملكاً على تايبونغ ثم أعلن إلغاء مملكة تايبونغ وإنشاء مملكة غوريو سنة 918م.
- فترة مملكة غوريو (918-1392م.)

سلالة كورية تأسست على يد وانغ غون الذي انقلب علي ملك تايبونغ «غنغ يي» ونصب نفسه ملكاً ثم أعلن إلغاء مملكة تايبونغ وإنشاء مملكة غوريو سنة 918م.
قامت مملكة غوريو باحتلال مملكة شلا اللاحقة سنة 935م. واحتلال بايكتشي اللاحقة سنة 936م. وبذلك انتهت فترة الممالك الثلاث وأصبحت شبه جزيرة كوريا موحدة. نقل وانغ غوون العاصمة إلى مسقط رأسه كايسونغ وجعل البوذية ديانة رسمية للدولة.
عمد الخيتانيون إلى غزو مملكة غوريو هربًا من المغول وهزموا الجيوش الكورية في مناسبات عدّة ووصلوا إلى بوابات العاصمة وتوغلوا في أعماق الجنوب، لكن توقف تقدمهم على يدي الجنرال الكوري كيم تشوي-ريو الذي أجبرهم على التراجع شمالًا إلى بيونغان حيث تم القضاء على هم من قبل القوات المغولية والغوريوية المتحالفة عام 1219م.
غزا المغول غوريو بقيادة أوقطاي خان سنة 1231م.
وأجبرت مملكة غوريو على إبرام معاهدة سلام والدخول في حالة تبعية. واحتل المغول الأراضي الشمالية لشبه جزيرة كوريا وضمتها إلى إمبراطوريتها.
استمرت مملكة غوريو تحت سلطة سلالة يوان الحاكمة في الصين حتي عهد غونغمن ملك غوريو والذي بدأ إبعاد الحاميات العسكرية من كوريا حوالي سنة 1350م. وبنهاية خمسينات القرن الرابع عشر، فقد استعادت غوريو سيطرتها على الأراضي الشمالية التي خسرتها سابقاً.
بنهاية القرن الرابع عشر فقدت غوريو الكثير من قوتها بسبب تأثير سلالة يوان الحاكمة في الصين ومع أن غونغمن ملك غوريو استطاع تحرير مملكته من المغول إلا أن إي سونغ غاي ثار وأطاح بغونغيانغ ملك غوريو سنة 1392م. مؤسسا مملكة جوسون
- فترة مملكة جوسون الكورية (1392-1897م.)

أسسها الجنرال إي سونغ غاي المعروف باسم الملك تايجو بعد الأطاحة بمملكة غوريو سنة 1392م. ونقل العاصمة الي هانيانغ
اتخذ ملوك جوسون نظام الملكية المطلقة للحكم، بالإضافة إلى ذلك فقد استوردوا الثقافة الصينية  وكيّفوها لتناسب مجتمعهم، كما أصبحت الثقافة الكورية الكلاسيكية والتجارة والعلوم في أوجها.
نفذ سيجونغ العظيم ملك جوسون الذي تولي الحكم سنة 1418م. العديد من الإصلاحات الإدارية والاجتماعية والاقتصادية، وطبق الطبق السياسات  الكونفشيوسية ونشر الأبجدية الكورية.
تعرضت المملكة لاحقاً في القرنين السادس والسابع عشر إلى عدد من الغزوات من الإمبراطورية اليابانية وسلالة تشينغ الحاكمة في الصين واللتان سيطرتا على أجزاء من شبه الجزيرة أدت في النهاية إلى سياسة انعزالية. رغم كل ما استعادته المملكة من القوة أثناء عزلتها إلا أنها واجهت العديد من الاضطرابات الداخلية والصراعات على السلطة بالإضافة للضغط الدولي والتمردات في أنحاء البلاد. عانت جوسون في نهايات القرن التاسع عشر من حالة ضعف ادي الي السقوط سريعاً سنة  1897م.
- فترة الإمبراطورية الكورية (1897-1910م.)

تسببت الحرب اليابانية الصينية بإضعاف قوة مملكة جوسون ضد التدخلات الخارجية لأن الحرب وقعت على الأراضي الكورية مع تراجع سلالة تشينغ الحاكمة في الصين وظهور اليابان، التي انتزعت شبه جزيرة لياودونغ من تشينغ من خلال معاهدة شيمونوسيكي  إلا أن روسيا اعتبرت الأمر معادياً للتوسع في شمال شرق الصين واستطاعت ضم فرنسا  وألمانيا إلى جانبها لإعادة شبه جزيرة لياودونغ إلى تشينغ الصينية.
ظهرت الإمبراطورية الروسية كقوة عظمى في شرق آسيا بدلاً من مملكة تشينغ مما دعا الملكة من عقيلة الملك غوجونغ لاقامة علاقات قوية مع الإمبراطورية الروسية لإيقاف التدخل الياباني في السياسات الكورية. فقامت اليابان باغتيال الملكة في قصرها سنة 1895م. فهرب الملك غوجونغ وولي عهده إلى المفوضية الروسية.
رضخ الملك غوجونغ للضغوط المتصاعدة من الخارج ومن مطالب جمعية الاستقلال التي يقودها الرأي العام وعاد إلى قصره وأعلن تأسيس الإمبراطورية الكورية سنة 1897م.كأشارة لاستقلالها التام عن الصين واليابان.
بعد اغتيال رئيس الحكومة الياباني إيتو هيروبومي
على يد أحد القوميين الكوريين قامت اليابان بغزو شبه جزيرة كوريا سنة 1910م. واجبرت كوريا علي توقيع
معاهدة الضم بين كوريا واليابان في  أغسطس 1910م لتبدأ فترة الاستعمار الياباني لمدة 35 عام.
مع نهاية الحرب العالمية الثانية في 1945م. تم تقسيم كوريا رغماً عنها من طرف كبرى القوى العالمية إلى منطقتي نفوذ. تلت هذه الأحداث قيام حكومتين موازيتين في 1948م. حكومة شيوعية في الشمال وأخرى موالية لأمريكا في الجنوب. قامت الحرب الكورية سنة 1950م. دعمت الولايات المتحدة كوريا الجنوبية بينما قامت الصين بدعم كوريا الشمالية. اتفق الجانبان على عمل هدنة سنة 1953م. وتم تقسيم شبه الجزيرة إلى جزئين يفصلهما نطاق منزوع السلاح.

## جنوب شرق أسيا البري
شبه جزيرة في جنوب شرق آسيا تقع في منطقة قريبة من شرق الهند، وجنوب الصين.
تاريخيا تلقت بلدان شبه الجزيرة الهندية الصينية التأثير الثقافي من الصين والهند عن طريق البر ولكن كان هذا التاثير بدرجات متفاوتة، فقد تأثرت بلدان مثل كمبوديا ولاوس وبورما وتايلاند بالثقافة الهندية أكثر من تأثرها بالثقافة الصينية، في حين كانت فيتنام تتأثر بدرجة كبيرة بالثقافة الصينية 

### تاريخ فيتنام
تقع في أقصى شرق شبه جزيرة الهند الصينية، وتحدها من الشمال الصين ومن الشرق خليج تونكين، ويحدها من الغرب لاوس، وتايلاند وكمبوديا.
تعود بداية الحضارة الفيتنامية إلى حضارة «فونغ نغوين» التي ظهرت في أواخر العصر الحجري الحديث  وبدايات العصر البرونزي وتمركزت في محافظة فين فوك الفيتنامية منذ حوالي سنة 2000 إلى 1400ق.م. ومع تطور زراعة الأرز وصناعة سبك البرونز في حوض النهر الأحمر حوالي 1200ق.م ظهرت «حضارة طبول دونغ سون»  التي اشتهرت باستخدامها البرونز في صناعة الأسلحة والأدوات، وقد اكتشف الكثير من مناجم  النحاس  القديمة في شمال فيتنام،
- مملكة نام فيت (200-111ق.م.)

وَحَّد جنرال صيني شمال فيتنام وأجزاء من جنوب الصين تحت اسم «نام فيت» في شكل دولة مستقلة سنة 200ق.م.
سيطرت الصين على هذه المنطقة في عهد أسرة هان الصينية بدءا من سنة 111ق.م. واستمرت بالخضوع للتبعية الصينية لألف سنة.
- مملكة تشامبا (192-1471م.)

مملكة هندية سيطرت علي وسط وجنوب فيتنام الحالية أواخر القرن الثاني.
وصلت مملكة تشامبا إلى أوج عظمتها في القرنين التاسع والعاشر. وبعد ذلك، بدأت في الانهيار التدريجي تحت ضغوط من مملكة داي فييت.
- مملكة داي فييت (938-1802م.)

هزم أحد القادة الفيتناميين القوات الصينية في معركة «نهر باتش دانغ» عام 938م. فاستعادت البلاد استقلالها بعد 10 قرون من الهيمنة الصينية. وأعاد تسميتها إلى داي فييت (فييت العظمى)، وقد عاشت فيتنام عصرها الذهبي خلال حكم أسرتي «لي» وقد تمكنت داي فييت من منع ثلاث محاولات الغزو المنغولي لفيتنام في القرن الثالث عشر.
ازدهرت الديانة البوذية في فيتنام حتى أضحت الديانة الرسمية للبلاد. وتعرضت البلاد خلال حكم «أسرة هو» لهيمنة الصين خلال أسرة مينج الصينية ولكن سرعان ماتخلصت من التبعية بقيادة «لي ليو» مؤسس أسرة لي. وقد وصلت فيتنام أقصى امتداد لها خلال أسرة لي في القرن الخامس عشر. توسعت فيتنام جنوبا ما بين القرن الحادي عشر والثامن عشر، حتى غزت أخيرا مملكة كمبوديا وأجزاء منإمبراطورية الخمير.
- مملكة فيتنام (1802-1885م.)

ضعف الحكام في مملكة داي فيبت أدي لنشوب حرب أهلية في القرن السادس عشر بين اسرة نجوين في الجنوب واسرة ترنة في الشمال حتي تمكنت نجوين من توحيد البلاد تحت اسم مملكة فيتنام سنة 1802م.
تآكل استقلال فيتنام تدريجيا عندما أقدمت  فرنسا على سلسلة من الغزوات العسكرية منذ عام 1859م. حتى عام 1885م. عندما أصبحت البلاد كلها جزءا من مستعمرة الهند الصينية الفرنسية. 
ظلت فرنسا مهيمنة على تلك المستعمرات حتى الحرب العالمية الثانية عندما أدت الحرب لسيطرة اليابان على المحيط الهادي وغزو الهند الصينية الفرنسية سنة 1941م.
ظهرت حركة التحرر الشيوعية القومية فيت مين تحت حكم هوشي منه وسعت إلى استقلال فيتنام عن فرنسا وكذلك مقاومة الاحتلال الياباني.
وفي أعقاب الهزيمة العسكرية لليابان في الحرب العالمية الثانية 1945م. استولت قوات فيت مين على هانوي وأعلنت الحكومة المؤقتة استقلال جمهورية فيتنام الديمقراطية عن فرنسا سنة 1945م. كأول جمهورية تعلن استقلالها عن الإستعمار في جنوب شرق آسيا.
فاندلعت الحرب الهندوصينية الفرنسية التي انتهت عام 1954م. بانسحاب القوات الفرنسية وحلفائها وانتهاء عهد الاستعمار في الهند الصينية بعد تفكك "المستعمرات الفرنسية في الهند الصينية.

### تاريخ ميانمار
تقع ميانمار على امتداد خليج البنغال. تحدها من الشمال الشرقي الصين، ومن الشمال الغربي الهند وبنغلاديش، ومن الشرق لاوس وتايلاند، أما الجنوب فسواحل تطل على خليج البنغال والمحيط الهندي.
المون هي أقدم الجماعات التي استوطنت بورما تحديدا وادي إيروادي.
وفي القرن الأول قبل الميلاد وصل البرماويون الذين يتحدثون لغة «بيو»
وأسسوا فيها عدة مدن دول مدينة بيو حيث كانت تتشارك مملكتي المون والبيو بشكل نشط في طريق التجارة بين الهند والصين.
دخلت دول مدينة بيو موجة من التدهور السريع في بداية القرن التاسع الميلادي عندما قامت جيوش مملكة نينجاو بغزو وادي ايراوادي.
- مملكة باغان (1044-1287م.)

البرماويون الذين يتحدثون اللغة البراهماديشية أخذوا بالزحف نحو وادي إيراوادي والاستقرار فيه وحلوا مكان البيو كقوة مسيطرة وأسسوا مملكة باغان سنة 849م.
بدأت مملكة باغان في عهد الملك أنيراتا بالتوسع والتأثير علي باقي أجزاء بورما الحالية.
أخذت قوة مملكة باغان تتضائل وتقل بحلول القرن الثالث عشر، وذلك عندما قامت قوات القائد المغولي قوبلاي خان بغزو المناطق الشمالية لبورما سنة 1277م. ونجحت في إسقاط واحتلال مدينة باغان نفسها في 1287م.
لم تستمر اقامة المغول في وادي إيراوادي لفترة طويلة لكن التاي-شان الذين قدموا مع المغول من يونان استقروا في الوادي هناك وانتشروا فيه، واسسو لهم عدة ولايات فيما بعد مثل مملكة لان أكسانغ(لاوس) ومملكة سوكوتاي (تايلاند)
- الممالك الصغيرة (1287-1531م.)

تفككت مملكة باغان إلى عدة ممالك مثل مملكة «آفا» التي اسسها البرماويون وسيطرت علي شمال بورما عدا ولايات شان ومملكة «باجو» التي التي اسسها المون وسيطرت علي جنوب بورما ومملكة «راكيني» التي سيطرت علي غرب بورما.
اتسمت هذه الحقبة بفترة صراع حربي مستمر بين مملكتي «آفا» و«باجو» حيث استطاعت مملكة آفا في زمن قصير من إحكام سيطرتها على مملكة راكيني وإلحاق الهزيمة بمملكة باجو لعدة مرات، لكنهم لم يستطيعوا إعادة توحيد امبراطوريتهم الضائعة مملكة باغان.
و بحلول نهاية القرن الخامس عشر، أسهمت حالة الصراع والحروب الدائمة بإضعاف مملكة آفا بشكل كبير بحيث أصبحت أطراف المناطق التي تسيطر عليها إما مستقلة أو محكومة ذاتياً حتي تمكّن القائد مونين من الاستيلاء على مملكة آفا سنة 1527م. واصبح الشان يحكمون الأجزاء الشمالية من بورما حتى عام 1555م.
- مملكة تونجو (1531-1752م.)

مدعومين بالبرماويون الذين فروا بعد سقوط مملكة آفا تمكنت مملكة «تونجو» بقيادة ملكها تابينشويتي من هزيمة مملكة «باجو» التي يقطنها المون موحدة بذلك جميع الأجزاء الجنوبية من بورما تحت سيطرتها في 1540م. وتمكن خليفته الملك باينينغ في غزو واحتلال مانيبور سنة 1555م. وولايات شان سنة 1557م. ومملكة أيوتايا(تايلاند) سنة 1564م. محكماً بذلك سيطرته على معظم غرب جنوب شرق آسيا.
أخذت مملكة تونجو بالتداعي والتفكك مباشرة بعد موت الملك باينينغ سنة 1581م. حيث انفصل التايلانديون الذين كانوا يقطنون مملكة أيوتايا عن بورما خلال عام 1593م.
وفي 1599م. قامت قوات مملكة راكيني مؤيدة بالمرتزقة البرتغاليين بإسقاط عاصمة مملكة باجو. ولكن فيما بعد قام قائد البرتغاليين فيلب دي بريتو بانقلاب في مملكة راكيني مؤسساً بذلك حكماً برتغالي
اتحد البورماويين تحت قيادة الملك الونغبويا وهزموا البرتغاليين سنة 1611م.
نجح المون في إقامة ثورة ناجحة في 1740م. بمساعدة الفرنسيين وسيطروا علي جنوب بورما سنة 1747م. ونجحوا أخيراً في وضع حد لحكم التونجو في 1752م. عندما قاموا باحتلال آفا عاصمة المملكة.
- مملكة كونبانغ (1752-1885م.)

وضع الملك الونغبويا حجر الأساس لبداية حكم سلالة كونبانغ عندما قام بتأسيس مملكة كونبانغ واتخذت من آفا مركزاً لها سنة 1752م. تمكنت مملكة كونبانغ من السيطرة على شمال وجنوب بورما عدا مملكة راكيني ومملكة أيوتايا.
وتمكن خليفته الملك شين بوشين من احتلال مملكة أيوتايا.
قامت سلالة تشينغ الحاكمة في الصين بغزو بورما أربع مرات في الفترة الزمنية من 1765 إلى 1769م. لكن من دون نجاح يذكر لكن الغزو الصيني اعطى فرصة لمملكة أيوتايا للثورة والاستقلال عن بورما سنة 1770م.
تمكّن البريطانيين من هزيمة البورمانيين في الحرب الإنجليزية البورمية الأولى في (1824–1826) مما اضطر البورمانيين إلى الانسحاب من أسام، مانيبور، راكيني، وتانينثاري.
نتيجة الصراع البروماني الداخلي على السلطة وبعد الحرب الإنجليزية البورمية الثانية سنة 1852م. والتي استمرت لثلاث شهور، تمكّن البريطانيين من الإستيلاء على جنوب بورما وأطلقوا عليها اسم بورما السفلية.
قام الملك مايندين بتأسيس ماندالاي في شمال بورما سنة 1859م. واتخذها عاصمة له. واستطاع تجنيب بلاده أخطار المصالح الاستعمارية من قبل فرنسا وبريطانيا.
بعد احتلال فرنسا لاوس المجاورة لبورما قامت بريطانيا باحتلال شمال بورما في الحرب الإنجليزية البورمية الثالثة سنة 1885م. وأصبحت احدي ولايات الهند البريطانية حتي نالت استقلالها أخيراً سنة 1948م. وانفصلت عن الاستعمار البريطاني.
تغير اسم بورما الي ميانمار سنة 1989م.

### تاريخ كمبوديا
تقع كمبوديا في شبه جزيرة الهند الصينية، ويحدها من الغرب والشمال الغربي تايلاند، ومن الشمال لاوس، ومن الشرق والجنوب الشرقي فيتنام، ومن الجنوب خليج تايلاند.
- مملكة فونان (62-550م.)

ترجع بدايات تاريخ كمبوديا إلى مملكة فونان التي تأسست في القرن الأول بعد الميلاد في دلتا ميكونغ. تدل الأدلة الآثارية التي تظهر وجود بضائع رومانية وصينية وهندية في المركز التجاري القديم أن فونان كانت دولة تجارية قوية.
- مملكةشينلا (550-802م.)

كانت مملكة شينلا مثل سابقتها مملكة فونان تتمتع بموقع استراتيجي تلتقي فيه طرق التجارة البحرية في المنطقة الهندية والمنطقة الشرق آسيوية وقد أدى ذلك إلى تأثير اجتماعي اقتصادي وثقافي
- إمبراطورية الخمير (802-1432م.)

يعتبر الملك جيافارمان الثاني من شينلا هو مؤسس إمبراطورية الخمير وواضع أساسات حقبة أنغكور في التاريخ الكمبودي حيث ازدهرت إمبراطورية الخمير في المنطقة من من القرن التاسع إلى القرن الثالث عشر وتوسعت إمبراطوريتهم وضمت كثيرًا من أراضي لاوس وتايلاند وفيتنام، وشيدت معابد أنكوروات الحجرية التي تعتبر واحدة من أعظم المنجزات المعمارية في جنوب شرق آسيا.
رغم تراجع إمبراطورية الخمير إلا أنها حافظت على قوتها في المنطقة حتى القرن الخامس عشر.
بعد سلسلة طويلة من الحروب مع الممالك المجاورة، استولت مملكة أيوتايا (تايلاند) على أنغكور وانهت حكم الخمير عام 1432م. ونقل البلاط الملكي حينها إلى العاصمة الجديدة لوفيك حيث سعت المملكة لاستعادة مجدها من خلال التجارة البحرية. لم تدم هذه المحاولات طويلاً، حيث أن الحروب المستمرة مع مملكة أيوتايا وفيتنام أسفرت عن فقدان المزيد من الأراضي وسقوط لوفيك نهاية عام 1594م. خلال القرون الثلاثة التالية تناوبت مملكة الخمير بين دولة تابعة لمملكة أيوتايا وفيتنام وبين فترات قصيرة من الاستقلال النسبي.
سعى الملك نورودوم في عام 1863م. للحصول على حماية فرنسا من تايلاند وفيتنام وبقيت كمبوديا تحت وصاية الهند الصينية الفرنسية من سنة 1863م. حتي نالت استقلالها عام 1953م. على الرغم خضوعها للاحتلال من قبل الامبراطورية اليابانية بين عامي 1941-1945م. أثناء الحرب العالمية الثانية.

### تاريخ تايلاند
تقع تايلاند في شبه جزيرة الهند الصينية تحدها من الشرق لاوس وكمبوديا، ومن الجنوبخليج تايلاند وماليزيا، ومن الغرب ميانمار وبحر أندامان.
- مملكة سوكوتاي

كانت بداية المملكة عندما هاجر أجداد معظم التايلانديين الحاليين من جنوب شرق الصين بداية من القرن الثاني الميلادي. وكونوا أول شعب تايلاندي أسموه السوكوتاي بعد أن تحرروا من مملكة لافو عام 1283م. واسسوا مملكة سوكوتاي التي اذدهرت واتسعت.
- مملكة أيوتايا

اسس مجموعة من التايلانديين مملكة أيوتايا عام 1350م. وعاصمتها مدينة أيوتايا في المنطقة الوسطى وتوسعت مملكة أيوتايا حتى عام 1378م. عندما قامت بالسيطرة علي مملكة السكوتاي وظلت تحت سيطرتها حتى عام 1448م. عندما توفي اخر ملوك مملكة السكوتاي دون أي ورثة فتم ضم مملكة السكوتاي إلى مملكة أيوتايا وفي فترة حكمها خاضت المملكة العديد من الحروب مع شعب الملايو في الجنوب وبورما في الغرب والخمير الحمر في كمبوديا ناحية الشرق.
وفي عام 1431م. تمكنت القوات التايلاندية من غزو كمبوديا والاستيلاء على العاصمة أنكور.
ابتداء من منتصف القرن السادس عشر، تعرّضت المملكة لهجمات متكررة من مملكة تونغو الحاكمة في بورما. بدأت الحرب البورمية السيامية (1547-1549) بغزو بورمي وحصار فاشل لأيوتايا. قاد ملك بورما بينانغ الحصار الثاني (1563-1564) وأجبر الملك ماها تشاكرابات على الاستسلام عام 1564م. ونُقلت العائلة المالكة إلى مدينة باغو في بورما، ونُصّب الابن الثاني للملك، ماهينتراتيرات كملك تابع. في عام 1568م. ثار ماهينتراتيرات مما ادي للحصار الثالث على أيوتايا عام 1569م. وأصبح ماها تاماراتشا ملكًا تابعًا.
في 1584م. بعد أربع سنوات من وفاة ملك بورما بينانغ أعلن ناريسوان استقلال أيوتايا. أدى هذا الإعلان إلى قيام بورما بشنّ غزوات متكررة على أيوتايا، والتي حاربها السياميون في نهاية المطاف في مبارزة على الفيلة بين الملك ناريسوان وولي عهد بورما، مينجي سوا، في عام 1593م. خلال حصار أيوتايا الرابع الذي قتل فيه ناريسوان مينجي سوا. يُحتفل اليوم بهذا النصر السيامي سنويًا في وقت لاحق من نفس العام اندلعت الحرب مرة أخرى (الحرب البورمية السيامية (1593-1600) عندما غزا السياميون بورما ولكنهم طُردوا في نهاية المطاف على يد المتمردين البورميين الذين اغتالوا الملك البورمي ناندا باين واستولوا على السلطة.
بدأ الاتصال الأوروبي بشعب تايلاند عند وصول التجار البرتغاليين إلى مملكة أيوتايا في أوائل القرن السادس عشر الميلادي.وفي القرن السابع عشر استطاعت كل من أسبانيا وبريطانيا وفرنسا واليابان وهولندا أن تؤسس نشاطًا تجاريًا في تايلاند. وقد منح التايلانديون فرنسا وإنجلترا وهولندا حق الاستقرار داخل أيوتايا مع التمتع بقوانين بلادهم الأصلية.
في عام 1767 م. غزت القوات البورمية مملكة أيوتايا التي تمكنت من إسقاط العاصمة أيوتايا وتدميرها بعد حصار دام أشهر. تم تعين الابن الأكبر للملك وأصبحت أيواتيا مملكة موالية لبورما.
- مملكة ثونبوري

في غضون ما يُقارب السبعة أشهر من الاحتلال البرومي لمملكة أيوتايا نجحَ الجنرال تاكسين من هزيمة جيش الاحتلال البورمي. وتُوِّجَ ثاكسين ملكاً للبلاد مؤسسا مملكة ثونبوري وعاصمتها ثونبوري عام 1768م. قام الملك تاكسين بغزو غرب كمبوديا عام 1769م ثم ذهب جنوبًا نحوَ شبه جزيرة الملايو. ثم سيطرَ في عام 1778م على مدينة فيينتيان عاصمة لاوس. وعلى الرغم من تحقيق تاكسين للكثير من النجاحات فقد واجه تمرد أدي لخلعه واعدم سرا لتنتهي فترة حُكم مملكة ثونبوري.
- مملكة سيام

تعدّ سلالة تشاكري أو أسرة تشاكري المؤسس لمملكة سيام منذ عام 1782م والتي عاصرت فترتي حكم للبلاد عبر الملكية المطلقة من 1782م إلى 1932م والملكية الدستورية من 1932م حتى وقتنا الحاضر وتغير اسم المملكة الي تايلاند سنة 1939م.

### تاريخلاوس
تقع لاوس في شبة جزيرة الهند الصينية يحدها من الشمال الصين وميانمار ومن الغرب فيتنام ومن الشرق تايلاند ومن الجنوب كمبوديا.
- مملكة لان أكسانغ (1354-1707م.)

تاريخ لاوس يرجع الي مملكة لان أكسانغ التي أسسها الملك فانغون الذي كان قد رحل إلى كمبوديا وهو طفل واستطاع تأسيس البلاد عبر توحيد الدويلات الصغيرة.
واستطاعت مملكة لان أكسانغ بناء نظام سياسي وعسكري جيد بالإضافة إلى بناء علاقات تجارية مع جيرانها وخاضت البلاد حروب معا فيتنام وسيام وبورما. ومع ذلك استمر حكم المملكة حتى عام 1694م. عندما حدثت منافسات على العرش وانقسمت المملكة في 1707م إلى ثلاث ممالك منفصلة هي (لوانغ فرابانغ، فيانتيان، شامباساك).
- مملكة شامباساك (1707-1946م.)

بعد تفكك مملكة لان أكسانغ انشقت مملكة شامباساك بجنوب لاوس حاليّا وازدهرت المملكة في القرن الثامن عشر حتى ضعفت وخضعت لمملكة سيام كمملكة تابعة حتى خضعت للإستعمار الفرنسي الذي ضمها لاحقا إلى لاوس
- مملكة لوانغ فرابانغ (1707-1949م.)

تشكلت المملكة بعد انقسام مملكة لان أكسانغ ونتيجة لضعف المملكة اضطرت لدفع الجزية في أوقات مختلفة من عمرها إلى بورما وسيام واستمر حكمها حتى عام 1887م. عندما هاجمها جيش العلم الأسود الذي دمرها سنة 1893م. اضطرت المملكة لقبول الوصاية الفرنسية وأصبحت تابعة للمستعمرة الفرنسية الواقعة في الهند الصينية.
- مملكة فيانتيان (1707-1828م.)

تشكلت المملكة بعد أنقسام مملكة لان أكسانغ استمر حكم المملكة حتى 1765م عندما خضعت المملكة وأصبحت تحت وصاية بورما والتي أستمرت حتى 1778م عندما أحتلت بالكامل من قبل مملكة سيام.
في أواخر القرن التاسع عشر ميلادي وبعد هجوم جيش العلم الأسود وتدمير مملكة لوانغ فرابانغ انضمت المملكة الي المستعمرات الفرنسية في الهند الصينية بعد ذلك تم ضم مملكة شامباساك.
خلال الحرب العالمية الثانية وقعت المنطقة تحت الاحتلال الياباني لفترة قصيرة وأعلنت البلاد استقلالها في عام 1945م بعد هزيمة اليابان في الحرب لكن أعادت فرنسا السيطرة علي المنطقة. وفي عام 1950م. أعلنت لاوس كدولة داخل الاتحاد الفرنسي وأستمر هذا الوضع حتى عام 1954م. عندما منحت لاوس أستقلالها الكامل وأصبحت دولة ملكية دستورية.

## جنوب شرق آسيا البحري
جنوب شرق آسيا البحري هو الإقليم البحري في جنوب شرق آسيا وهو يُقابل ما يعرف بجنوب شرق آسيا البري. يتكون هذا الإقليم مما يُعرف الآن بماليزيا وبروناي والفلبين وسنغافورة وإندونيسيا وتيمور الشرقية.
يؤكد المؤرخون على الترابط في الإقليم والذي يمكن اعتباره وحدة واحدة من الناحيتين الثقافية والاقتصادية.

### تاريخ أندونيسيا
تقع إندونيسيا في الأرخبيل الاندونيسي في جنوب شرق أسيا الذي يتألف من أكثر من سبعة عشر ألف جزيرة اكبرهم جزيرة جاوة وجزيرة سومطرة وجزيرة بورنيو(التي تتقاسمها مع بروناي وماليزيا).
وصلت الشعوب الأسترونيزية الذين يشكلون غالبية السكان الجدد من جنوب شرق آسيا حوالي عام 2000ق.م. وانتشروا من خلال الأرخبيل إلى المناطق التي كانت تقتصر على الشعوب الأصلية الميلانيزيية وبسبب الظروف المثالية للزراعة، فقد استطاعوا زراعة الأرز في الحقول الرطبة مما ساعد علي ظهور القرى والبلدات، فازدهرت الممالك الصغيرة منذ القرن الأول قبل الميلاد وعزز موقع إندونيسيا البحري الإستراتيجي من تجارتها الدولية مع ممالك الهند والصين.
- مملكة سريفيجايا (650-1377م.)

مملكة بوذية أسست في فلمبان في جزيرة سومطرة ثم امتدت الي جزيرة جاوة، سنغافورة، تايلاند، كمبوديا، فيتنام، وكليمنتان. واصبحت قوة مهيمنة في جنوب شرق آسيا. انخرطت سريفيجايا بعلاقات وثيقة أشبه بالمنافسة في كثير من الأحيان، مع جاوة و«كامبوجا» وتشامبا.
اختفت المملكة من الوجود في القرن الثالث عشر بسبب الغزوات المتواصلة لمملكة تشولا الهندية والمنافسات التوسعية للإمبراطوريات الجاوية «سينغاساري» و«ماجاباهيت» وفي النهاية شنت مملكة ماجاباهيت هجومًا بحريًا ردًا على تمرد في فلمبان مما تسبب في تدمير سريفيجايا بالكامل عام 1377م.
- مملكة سوندا (669-1579م.)

مملكة هندوسية في الجزء الغربي من جزيرة جاوة تأسست عندما خلف «تاروسباوا» والد زوجته ليصبح ملكًا «لتاروماناغارا» سنة 669م. وأعاد الملك تاروسباوا تسمية مملكة تاروماناغارا إلى مملكة سوندا سنة 670م.
تغيرت عاصمة مملكة سوندا عدة مرات بين منطقة غالوه في الشرق وباكوان باجاجاران في الغرب.
بحلول بدايات القرن الرابع عشر ازدهرت مملكة سوندا وشاركت في التجارة البحرية العالمية.
- مملكة ماتارام (716-1016م.)

مملكة ميدانج أو مملكة ماتارام القديمة اسسها الملك «زانجايا» في جاوة الوسطى في القرن الثامن ثم انتقلت إلى جاوة الشرقية في القرن العاشر. ترك ملوك هذه المملكة آثارا تاريخية مثل المعابد الهندوسية والبوذية وأيضا النقوش الحجرية الموزعة في جاوة الوسطى وجاوة الشرقية. سقطت هذه المملكة في القرن الحادي عشر.
- مملكة سينغاساري (1222-1292م.)

مملكة بوذية هندوسية في جاوة الشرقية اسسها الملك «كين آروك» الذي كان حاكمًا لجاوة في مملكة كيديري السابقة.
تصاعدت قوة مملكة سينغاساري حتي استطاعت إخراج سريفيجايا من جزيرة جاوة ثم قامت بغزوها في محاولة للاستيلاء علي جزيرة سومطرة.
سقطت مملكة سينغاساري بعد ان قام أمير ثائر من مملكة كيديري السابقة يدعي «جاياكاتوانج» بقتل الملك «كيرتانيجارا» واغتصاب الحكم سنة 1292م.
- مملكة ماجاباهيت (1292-1478 م.)

بعدما غزو مملكة سينغاساري لمملكة سريفيجايا واجبارها علي الخروج من جزيرة جاوة في 1290م.
لفتت انتباه إمبراطور الصين قوبلاي خان القوة المتصاعدة لسينغاساري فارسل يطلب خضوع سينغاساري للصين ودفع ااجزية. رفض «كيرتانيجارا» الحاكم الأخير لمملكة سينغاساري فأرسل الخان جيش كبير لساحل جاوة سنة 1293م.
في نفس الوقت ثار أمير من كيديري يدعي «جاياكاتوانج» علي الملك «كيرتاناجارا» وقتله واغتصب الحكم.
فتحالف الأمير «ويجايا» مع جيش المغول الذي كان متواجد علي سواحل جاوة وبعد أن قضي علي الغاصب «جاياكاتوانج» أجبر حلفائه المغول على الانسحاب من الجزيرة بعد أن أطلق هجوماً مفاجئاً علي الجيش المغولي الضخم الذي اضطر للانسحاب حتي لا يضطر للبقاء في الأرض العدائية، واعتلى «ويجايا» العرش كحاكم لمملكة ماجاباهيت سنة 1293م. تصاعدت قوة المملكة في عهد الملك هايام وروك الذي استطاع السيطرة على الممالك الأخرى في شبه جزيرة ملايو وبورنيو، وسومطرة، وبالي، والفلبين.
بدأت قوّة ماجاباهيت بالهبوط مع بدأ حرب التعاقب الأهلية سنة 1401م. والتي استمرّت لأربع سنوات.
ونتيجة للانقسام والضعف لم تستطع مملكة ماجاباهيت أن توقف القوّة المتصاعدة لسلطنة ملقا. واصلت ماجاباهيت التفكك والانهيار أخيرا في 1478م.
- سلطنة ملقا (1400-1511م.)

سلطنة جاوية مالاوية في ملقا، تأسّست عام 1400م. من قبل السلطان باراميسوارا والذي كان يعرف أيضا باسم إسكندر شاه.
بعد أن استطاع الملك كيراتانيجارا من سينغاساري إخراج مملكة سريفيجايا من جزيرة جاوة ارسل حملة للاستيلاء على سومطرة ونجح في نهب جمبي وفلمبان عام 1290م.
هرب أمير من فلمبان يدعى «سيري تيري بوانا» والذي ادعى أنه من سليل الإسكندر الأكبر، الي تماسيك وأسس مملكة سينغابورا عام 1299م.
في القرن الرابع عشر، تطورت مملكة سينغابورا بشكل متزامن مع عصر الاستقرار المغولي وتطورت من موقع تجاري صغير إلى مركز للتجارة الدولية تربطه علاقات قوية مع سلالة يوان الحاكمة في الصين.
بحلول النصف الثاني من القرن الرابع عشر، نمت مملكة سينغابورا وتطورت، لكن نجاحها أزعج قوتين إقليميتين آنذاك، هما مملكة أيوتايا في الشمال، ومملكة ماجاباهيت في الجنوب. نتيجة لذلك، هوجمت عاصمة المملكة المحصنة من قوتين رئيسيتين على الأقل، قبل أن يتم نهبها بالكامل وبشكل نهائي على يد مملكة ماجاباهيت في عام 1398م.
فر الملك الخامس والأخير إسكندر شاه إلى بلدة صغيرة علي الساحل الغربي لشبه جزيرة الملايو. وأسس سلطنة ملقا عام 1400م.
نمت مملكة ملقا وتطورت وبدأ توافد التجار الصينيين والعرب والهنود وتحولت إلى أهم مراكز التجارة في المنطقة .كما حرص الملك إسكندر شاه علي تعزيز العلاقات مع الإمبراطور يونغلي من سلالة مينغ الحاكمة في الصين مما جعل المملكة محصنة اقتصاديا ودبلوماسيا.
استمرت المملكة في الازدهار خلال فترة حكم الملك الثاني ميجات إسكندر شاه حيث شهدت هذه الفترة تنوع مصادر المملكة الاقتصادية مع اكتشاف مناجم قصدير في الشمال.
في عهد الملك الثالث «رجا تنجاه» تحولت المملكة الي الدين الإسلامي وغير اسمه إلي محمد شاه واتخذ لقب سلطان.
امتدّت حدود السلطنة في القرن الخامس عشر من جنوب تايلند (شمالاً) إلى سومطرة جنوباً.
غزا البرتغاليون بقيادة حاكم الهند البرتغالية أفونسو دي البوكيرك مدينة ملقا عام 1511م.
- سلطنة ديماك (1475-1554م.)

سلطنة إسلامية على الساحل الشمالي لجزيرة جاوة تأسست في الربع الأخير من القرن الخامس عشر، كانت تابعة لمملكة ماجاباهيت وتأثرت بالإسلام الذي جلبه التجار العرب حيث كانت أول ولاية مسلمة في جاوة، وقد هيمنت على معظم الساحل الشمالي لجزيرة جاوة وجنوب سومطرة
ابرمت مملكة سوندا مع البرتغاليين معاهدة تنص علي السماح للبرتغاليين ببناء ميناء مقابل للدفاع ضد القوة الصاعدة لـ سلطنة ديماك من وسط جاوة سنة 1522م.
هاجم الجنرال الجاوي فتح الله من ديماك بالاشتراك مع سلطنة سيربون وغزا سوندا كيلابا، وطرد البرتغاليين. تم تغيير اسم سوندا كيلابا لجاياكارتا وتعني مدينة النصر.
انهارت السلطنة بعد صراع علي السلطة انتهي بتقلد «هيداويجايا» منصب الملك لكنه نقل أملاك ديماك والتحف المقدسة لباجانج، وأسس «مملكة باجانج» التي لم تدم طويلاً.
- سلطنة سيربون (1482-1667م.)

سلطنة إسلامية على الساحل الشمالي لجزيرة جاوة تأسست في منتصف القرن الخامس عشر حيث كانت تابعة لمملكة سوندا حتي أعلن الشريف هداية الله إعلان إستقلالها سنة 1482م.
خلال القرنين السادس عشر والسابع عشر الميلادي أصبحت مركزًا إقليميًا رئيسيًا للإستثمار والتبادل التجاري، فضلا عن كونها مركز بارز للتعليم الإسلامي. ثم انقسمت السلطنة إلى ثلاثة عائلات ملكية في عام 1677م.
- سلطنة آتشيه (1496-1903م.)

سلطنة إسلامية في شمال جزيرة سومطرة أسسها «علي الدين محياة شاه» سنة 1496م. وعاصمتها مدينة باندا آتشيه.
كانت قوة إقليمية كبرى في القرنين السادس عشر والسابع عشر.
قاومت السلطنة محاولات الاحتلال الهولندي حتى سقطت سنة 1903م.
- سلطنة جوهر (1528- م.)

سلطنة إسلامية كانت جزء من سلطنة ملقا في جنوب شبه جزيرة ملايو.
بعد سقوط ملقا على أيدي البرتغاليين عام 1511م. أجبر محمود شاه سلطان ملقا على الهروب من ملقا إلى بنتان وأسّس عاصمة جديدة هناك. ونظّم عدّة هجمات وحالات حصار ضدّ البرتغاليين في محاولة لاستعادة العاصمة.
الهجمات المتكرّرة على ملقا سبّبت المشقّة الحادّة للبرتغاليين حتي تمكن البرتغاليين أخيرا من تحطيم قوات السلطان وهدم بنتان وسوها بالأرض عام 1526م.
تراجع السلطان بعد ذلك إلى سومطرة ومات بعد سنتين، تاركاً وراؤه إبنين هما مظفر شاه الذي اسس فيرق دار الرضوان في شمال ملقا وعلاء الدين ريات شاه الذي أصبح السلطان الأول لسلطنة جوهر.
- سلطنة بنتن (1526-1815م.)

سلطنة إسلامية تأسست عام 1526م. على الساحل الشمالي الغربي لجزيرة جاوة في مدينة بنتن حيث قام الأمير حسن الدين ابن سلطان سيربون الشريف هداية الله بقيادة جيش مشترك من سلطنة سيربون وسلطنة ديماك للسيطرة على مدينة سوندا كيلابا (جاكرتا حاليا) وذلك ردا على تحالف مملكة سوندا الهندوسية مع البرتغال سنة 1522م. وانتهت بهزيمة القوات البرتغالية التي كانت متمركزة في المدينة آنذاك سنة 1527م. وبعد الانتصار أنشأت إمارة تابعة لسلطنة سيربون إلى أن استقلت سنة 1552م. تحت حكم السلطان حسن الدين.
وصلت أول رحلة لشركة الهند الشرقية البريطانية، بقيادة السير جيمس لانكستر إلى أتشيه وأبحروا إلى بنتن حيث سُمح لهم ببناء مركز تجاري. أصبح هذا الموقع مركز التجارة البريطانية في الأرخبيل الإندونيسي حتى عام 1682م.
تدهورت العلاقات بين أمير جاياكارتا والهولنديين، الذين هاجموا الحصن البريطاني عزز النصر القوة الهولندية، وأعادوا تسمية المدينة بأسم باتافيا عام 1619م.
ظلت السلطنة قائمة حتى ضمت أخيراً إلى مستعمرة الهند الشرقية الهولندية في عام 1813م.
- سلطنة ماتارام (1587-1755م.)

آخر مملكة جاوية مستقلة رئيسية في جزيرة جاوة قبل استعمار الهولنديين للجزيرة، وكانت القوة السياسية المهيمنة التي تشع من داخل جاوة الوسطى من أواخر القرن السادس عشر حتى بداية القرن الثامن عشر.
وصلت سلطنة ماتارام إلى ذروة قوتها خلال حكم السلطان أجونج وبدأت بالتدهور بعد وفاته عام 1645م. فقدت ماتارام كُلًا من قوتها وأراضيها لصالح شركة الهند الشرقية الهولندية وأصبحت دولة تابعة للشركة بحلول عام 1749م.
أنشأ الهولنديون شركة الهند الشرقية الهولندية وأصبحت القوة الأوربية المهيمنة. وبعد إفلاسها في عام 1800م. أنشأت حكومة هولندا مستعمرة جزر الهند الشرقية الهولندية المؤممة.
كانت السيطرة الهولندية خلال معظم الفترة الاستعمارية مقتصرة على المناطق الساحلية، بينما كان النفوذ ضعيفاً داخل الجزر، لكن في أوائل القرن العشرين امتدت الهيمنة الهولندية لتشمل حدود إندونيسيا الحالية شاركت القوات الهولندية باستمرار في قمع التمرد داخل وخارج جزيرة جاوة. استمرار التمرد إضافة إلى حرب الثلاثين عامًا في إقليم آتشيه أضعف الهولنديين وقيد قواتهم العسكرية الاستعمارية.
أُنتهي الاستعمار الهولندي بغزو اليابان لإندونيسيا خلال الحرب العالمية الثانية وبعد هزيمة اليابان حاولت هولندا إعادة سيطرتها فجوبهت بكفاح مسلح ووجهود دبلوماسية استمرت حتى 1949م. اجبرت هولندا على إثرها بالاعتراف رسمياً باستقلال إندونيسيا بعد ضغوط دولية

### تاريخ ماليزيا
أولى الممالك التي سيطرت على ما هو الآن ماليزيا هي الامبراطورية القديمة «لانغكاسوكا» التي اسسها «دوربار راجا الأول» في القرن الثاني في شمال شبه جزيرة الملايو وارتبطت ارتباطاً وثيقاً بمملكة فونان في كمبوديا التي حكمت أيضاً الجزء الشمالي من ماليزيا حتى القرن السادس.
ومملكة «غانغا نيجارا» (فيرق حاليا) التي أسسها أمير الخمير «راجا غانجي سارجونا» في بدايات القرن الثامن.
سقطت مملكة «غانغا نيجارا» علي يد مملكة تشولا سنة 1025م.
- سلطنة قدح (1136-1909م.)

امتداد لمملكة «لانغكاسوكا» بدأت سلطنة قدح في عام 1136م. عندما اعتنق الملك فرا اونج ماهاوانجسا الإسلام واعتمد اسم سلطان مظفر شاه.
اتفق فرانسيس لايت من قبل شركة الهند الشرقية البريطانية مع سلطان قدح «عبد الله المكرم شاه» علي التنازل عن بينانغ مقابل حماية قدح من أي غزو سيامي سنة 1786م. لكن لم تقدم شركة الهند الشرقية الدعم عندما هاجمت سيام قدح، حاول السلطان استعادة الجزيرة لكن الشركة بمساعدة الجيش البريطاني هاجمت قدح واضطر السلطان لتوقيع اتفاق بالتنازل عن بينانغ سنة 1791م.
- مملكة سريفيجايا

خضع أغلب شبه الجزيرة الماليزية لإمبراطورية سريفيجايا الاندونيسية التي تمركزت في فلمبان في جزيرة سومطرة.
سيطرة مملكة تشولا على المنطقة أدت إلى تراجع مملكة سريفيجايا التي سيطرت على قدح وفطاني وصولاً إلى ليغور.
- مملكة ماجاباهيت

بعد سقوط مملكة سريفيجايا سيطرت مملكة ماجاباهيت الاندونيسية المتمركزة في جزيرة جاوة علي شبه الجزيرة الماليزية، وسواحل جزيرة بورنيو.
- سلطنة ملقا (1400-1511م.)

بعد غزو مملكة ماجاباهيت لمملكة سينغابورا عام 1398م.
فر الملك الخامس والأخير إسكندر شاه إلى بلدة صغيرة علي الساحل الغربي لشبه جزيرة الملايو. وأسس سلطنة ملقا عام 1400م.
نمت مملكة ملقا وتطورت وبدأ توافد التجار الصينيين والعرب والهنود وتحولت إلى أهم مراكز التجارة في المنطقة حتي أحتلت البرتغال ملقا وأنشأت مستعمرة هناك سنة 1511م.
أنشأ أبناء محمود شاه سلطان ملقا مملكتين علي الساحل الغربي لشبه جزيرة الملايو سلطنة فيرق إلى الشمال وسلطنة جوهر إلى الجنوب.
بعد سقوط ملقا في أيدي البرتغاليين تنازعت ثلاث قوى من أجل السيطرة على مضيق ملقا البرتغاليون (في ملقا)، سلطنة جوهر وسلطنة آتشيه. استمر هذا الصراع حتى 1641م. عندما سيطر عليه الهولنديون (المتحالفون مع جوهر).
أنشأت بريطانيا أولى مستعمراتها في شبه جزيرة الملايو في عام 1786م. بعد تنازل سلطان قدح عن جزيرة بينانغ لشركة الهند الشرقية البريطانية.
تولى البريطانيون السيطرة على ملقا بعد المعاهدة البريطانية الهولندية عام 1824م. التي قسمت أرخبيل الملايو بين بريطانيا وهولندا، حيث كانت المالايا ضمن المنطقة البريطانية.
أنشأت بريطانيا مستعمرة التاج من مستوطنات المضيق سنة 1826م. موحدة بذلك ممتلكاتها الأربعة في المالايو: بينانغ، ملقا، سينغابورا، وجزيرة لابوان. أديرت هذه المستوطنات بداية من قبل شركة الهند الشرقية في كلكتا حتى عام 1867م. عندما تم نقلها إلى وزارة المستعمرات في لندن.
خلال أواخر القرن التاسع عشر، اعتمدت العديد من الولايات الماليزية على المساعدة البريطانية في تسوية الصراعات الداخلية. مهدت معاهدة بانغكور عام 1874م. الطريق لتوسع النفوذ البريطاني في الملايو.
مع مطلع القرن العشرين، كانت ولايات فهغ، سلاغور، فيرق، ونكري سمبيلن، تعرف مجتمعة باسم ولايات الملايو المتحدة التي كانت تحت السيطرة الفعلية للمستشارين البريطانيين المعينين لإسداء المشورة لحكام الملايو.
نمت الرغبة الوطنية بالاستقلال في أعقاب الغزو الياباني للملايو واحتلالها لاحقا خلال الحرب العالمية الثانية.
في مرحلة ما بعد الحرب وضعت بريطانيا خططاً لتوحيد الإدارة في ماليزيا تحت مستعمرة وحيدة للتاج ودعت لانشاء اتحاد الملايو سنة 1948م. الذي تعثر بسبب معارضة قوية من قبل الملايو الذي عارضوا التخلص من حكامهم ومنح الجنسية للعرقية الصينية.
قام الداتو عون بن جعفر بإنشاء المنظمة الوطنية الملاوية المتحدة والتي دعت للاستقلال سنة 1951م.
وخلال هذا الوقت أطلق المتمردون تحت قيادة حزب الملايو الشيوعي حرب عصابات تهدف إلى طرد الإنجليز من الملايو. دامت حالة الطوارئ في الملايو، حتي تم منح الاتحاد الاستقلال في إطار الكومنولث في أغسطس 1957م.

### تاريخ بروناي
تقع على الساحل الشمالي لجزيرة بورنيو في جنوب شرق آسيا.
ترجع نشأة بروناي للقرن السابع الميلادي عندما كانت تابعة لمملكة سريفيجايا تحت اسم 'بوني'
أصبحت في وقت لاحق دولة تابعة لمملكة ماجاباهيت
- إمبراطورية بروناي (1368-1888م.)

بعد وفاة الإمبراطور هايام وروك تراجعت مملكة ماجاباهيت وأصبحت غير قادرة على السيطرة على ممتلكاتها فكانت فرصة أونج ألك بيتاتار لتوسيع نفوذه وتأسيس مملكة بروناي
دعا الإمبراطور الصيني الإمبراطور يونغلي بعد اعتلائه العرش في عام 1403م. مختلف البلدان لدفع الجزية، فشاركت بروناي في نظام الجزية المربح مع الصين.
وبحلول القرن الخامس عشر أصبحت مملكة
بروناي سلطنة مسلمة عندما تحول ملك بروناي إلى الإسلام الذي جاء بواسطة المسلمين الهنود والتجار العرب
بلغت قوة سلطنة بروناي ذروتها ما بين القرنين الرابع عشر والسادس عشر حيث امتد نفوذ السلطنة إلى المناطق الساحلية سراوق وصباح، وأرخبيل سولو، والجزر المحاذية للطرف الجنوب غربي لجزيرة بورنيو.
بدأت الإمبراطورية بالتراجع بعد إجبارها على التنازل عن سراوق لجيمس بروك والتنازل عن صباح لشركة شمال بورنيو المرخصة البريطانية سنة 1876م. وفي الأخير أصبحت بروناي محمية بريطانية سنة 1888م.
- سلطنة سولك (1450-1915م.)

سلطنة مسلمة حكمت الجزر في أرخبيل سولو وأجزاء من مينداناو وشمال شرق بورنيو (في الوقت الحاضر صباح (ماليزيا) وكالمنتان الشمالية)، أسسها «شريف الهاشم أبو بكر» سنة 1450م. حيث كانت جزء من إمبراطورية بروناي واستقلت عام 1578م.
مع وصول القوى الغربية في وقت لاحق بدأت الحرب بضم الإسبان أرخبيل سولو إلى جزر الهند الشرقية الإسبانية.
تخلى السلطان عن سيادته في 1915م. من خلال الاتفاقية التي تم توقيعها مع اسبانيا والولايات المتحدة وأصبحت تحت الوصاية الأمريكية.
- مملكة سراوق (1841-1888م.)

مملكة اسسها المغامر الإنجليزي جيمس بروك الذي منحه سلطان بروناي منطقة كوتشينغ (سراوق) كمكافأه علي قمع تمرد علي السلطنة.
في القرن التاسع عشر، خسرت بروناي معظم أراضيها لحكام سراوق، وأصبحت محمية بريطانية سنة 1888م. حتى احتلال اليابان خلال الحرب العالمية الثانية سنة 1941م.
اندلعت ثورة بروناي ضد الملكية سنة 1960م. إلا أنها أخمدت بمساعدة من المملكة المتحدة كانت الثورة أحد أسباب فشل فدرالية شمال بورنيو كما أثرت جزئيا في قرار بروناي بالانسحاب من الفدرالية الماليزية. وبقيت ضمن دول الكومنولث البريطاني حتي حصلت علي أستقلالها سنة 1984م.

### تاريخ الفلبين
تقع في جنوب شرق آسيا غرب المحيط الهادئ. عبارة عن أرخبيل مكون من 7,641 جزيرة.
في القرن العاشر قبل الميلاد تطور سكان الأرخبيل إلى أربع فئات اجتماعية قبائل الصيد والجمع، المجتمعات المحاربة، طبقات الأغنياء البسيطة، والإمارات حول الموانئ البحرية.
كان للمجتمعات حول الموانئ البحرية اتصال بالمجتمعات الآسيوية الأخرى خلال الفترات اللاحقة وتأثرت بالحضارات الهندوسية والبوذية، والإسلام. لم تظهر دولة موحدة سياسيا تشمل كامل أرخبيل الفلبين. بدلا من ذلك، تم تقسيم الجزر بين كيانات ذات سيادة بحرية متنافسة يحكمها داتو أو راجا أو سلطان. ومن بين هذه الممالك ماينيلا، ناميان، وتوندو، وراجانة بوتوان وسيبو، وسلطنة ماغويندناو وسلطنة سولك
وصل الإسلام إلى الفلبين من قبل التجار والوعاظ من ماليزيا وإندونيسيا.
- سلطنة سولك (1450-1915م.)

سلطنة مسلمة حكمت الجزر في أرخبيل سولو وأجزاء من مينداناو وشمال شرق بورنيو (في الوقت الحاضر صباح (ماليزيا) وكالمنتان الشمالية)، أسسها «شريف الهاشم أبو بكر» سنة 1450م. حيث كانت جزء من إمبراطورية بروناي واستقلت عام 1578م.
مع وصول القوى الغربية في وقت لاحق بدأت الحرب بضم الإسبان أرخبيل سولو إلى جزر الهند الشرقية الإسبانية.
تخلى السلطان عن سيادته في 1915م. من خلال الاتفاقية التي تم توقيعها مع اسبانيا والولايات المتحدة وأصبحت تحت الوصاية الأمريكية.
- سلطنة ماغويندناو (1500-1888م.)

دولة مسلمة حكمت أجزاء من جزيرة مينداناو في جنوب الفلبين اسسها شريف كابونسوان الذي قدم من جوهر لنشر الإسلام في المنطقة في نهاية القرن السادس عشر وفرض نفسه سلطان على مالابانج-لاناو.
بحلول القرن الخامس عشر، ثبت الإسلام وجوده في أرخبيل سولو ووصل مينداناو، بيسايا،
وصل المستكشف البرتغالي فرديناند ماجلان إلى الفلبين عام 1521م. وطالب بالجزر للتاج الإسباني لكنه قتل في معركة ماكتان على يد قبيلة السلطان المسلم لابو لابو في جزيرة ماكتان. بدأ الاستعمار عندما وصل المستكشف الأسباني ميغل لوبيز دي ليغازبي من المكسيك عام 1565م. وأنشأ أولى المستوطنات الأوروبية في سيبو عام 1571م. بعد التعامل مع الأسر الحاكمة المحلية في أعقاب مؤامرة توندو وهزيمة القرصان الصيني ليماهونغ، جعل الإسبان من مانيلا عاصمة الهند الشرقية الأسبانية.
ساهم الحكم الإسباني بشكل كبير في جلب الوحدة السياسية إلى الأرخبيل حيث كانت تدار الفلبين باعتبارها أراضي تابعة للتاج الإسباني ومن ثم أصبحت تدار مباشرة من مدريد بعد حرب الاستقلال المكسيكية سنة 1821م. كما قام المبشرون من بتحويل معظم سكان الأراضي المنخفضة إلى المسيحية، وتأسست المدارس، والمستشفيات.
خلال حرب السنوات السبع نجحت القوات البريطانية باحتلال الفلبين لفرتة قصيرة لكنها اعيدت في النهاية للحكم الإسباني بعد معاهدة باريس (1763)
في بداية القرن التاسع عشر، فتحت الموانئ الفلبينية على التجارة العالمية كما ظهرت تحولات في المجتمع الفلبيني. وبدأت تأثيرات أفكار الثورة الفرنسية تنتشر عبر الجزر مما أدي إلى تمرد في ثورة كافيت ال فييخو عام 1872م. والتي كانت مقدمة للثورة الفلبينية.
أنشأ أندريس بونيفاسيو في عام 1892م. جمعية سرية تسمى «كاتيبونان» على غرار الماسونيين الأحرار، والتي سعت للاستقلال عن إسبانيا من خلال التمرد المسلح. بدأ كل من بونيفاسيو وكاتيبونان ثورة الفلبين في عام 1896. تمرد فصيل من «كاتيبونان» من مقاطعة كافيت على سلطة بونيفاسيو كزعيم للثورة مما انتهى باستلام إميليو أغينالدو لقيادتها. بدأت الحرب الأمريكية الإسبانية في كوبا ووصلت إلى الفلبين. أعلن أغوينالدو استقلال الفلبين عن إسبانيا في كافيت في 1898م. وتأسست الجمهورية الفلبينية الأولى في العام التالي. في الوقت نفسه، تنازلت إسبانيا عن الجزر إلى الولايات المتحدة مقابل مبلغ 20 مليون دولار في اتفاقية باريس (1898).
لكن لم تعترف الولايات المتحدة بالجمهورية الفلبينية الأولى، مما أشعل نار الحرب الفليبينية الأمريكية والتي انتهت بالسيطرة الأمريكية على الجزر
منحت الفلبين وضعية الكومنولث عام 1935م.
تعطلت خطط الاستقلال على مدى العقد التالي بسبب الحرب العالمية الثانية عندما احتلتها اليابان وشكلت حكومة عميلة. التي ارتكبت العديد من جرائم الحرب خلال معركة مانيلا (1945)
بعد إنتصار قوات الحلفاء علي اليابان في الحرب العالمية الثانية عام 1945م. حصلت الفلبين على استقلالها.

### تاريخ سنغافورة
سنغافورة جزيرة علي الطرف الجنوبي لشبه جزيرة الملايو ويفصلها عن ماليزيا مضيق جوهور
بعد أن استطاع الملك «كيراتانيجارا» من سينغاساري إخراج مملكة سريفيجايا من جزيرة جاوة ارسل حملة للاستيلاء على سومطرة ونجح في نهب جمبي وفلمبان عام 1290م.
هرب أمير من فلمبان يدعى «سيري تيري بوانا» والذي ادعى أنه من سليل الإسكندر الأكبر، الي «تماسيك» وأسس مملكة سينغابورا عام 1299م.
في القرن الرابع عشر، تطورت مملكة سينغابورا بشكل متزامن مع عصر الاستقرار المغولي وتطورت من موقع تجاري صغير إلى مركز للتجارة الدولية تربطه علاقات قوية مع سلالة يوان الحاكمة في الصين.
بحلول النصف الثاني من القرن الرابع عشر تحت حكم الملك الخامس والأخير إسكندر شاه نمت مملكة سينغابورا وتطورت، لكن نجاحها أزعج قوتين إقليميتين آنذاك، هما مملكة أيوتايا في الشمال، ومملكة ماجاباهيت في الجنوب. نتيجة لذلك، هوجمت عاصمة المملكة المحصنة من قوتين رئيسيتين على الأقل، قبل أن يتم نهبها بالكامل وبشكل نهائي على يد مملكة ماجاباهيت في عام 1398م.
بعد سقوط مملكة ماجاباهيت أصبحت سنغافورة تابعة لسلطنة ملقا وبعد احتلال البرتغال لملقا سنة 1511م. أصبحت تابعة لسلطنة جوهر
أحرق المقاتلون البرتغال المستوطنة عند مصب نهر سنغافورة سنة 1613م. وغرقت الجزيرة في الظلام خلال القرنين المقبلين.
تفاوض السير توماس ستامفورد رافلز على معاهدة بمقتضاها سمحت سلطنة جوهر لبريطانيا بتأسيس ميناء تجاري على الجزيرة، ما أدى إلى تأسيس المستعمرة البريطانية في سنغافورة سنة 1819م.
وتحولت إلى قاعدة مهمة للأسطول البريطاني أثناء الحرب العالمية الثانية حيث غزا جيش اليابان المالايا وبلغت ذروتها في معركة سنغافورة وهزم البريطانيون في ستة أيام. بعد الحرب سمحت الحكومة البريطانية لسنغافورة إجراء أول انتخابات عامة عام 1955م. ثم حصلت على استقلالها مع الملايو حسب اتفاقية لندن سنة 1957م. واتحدت مع ماليزيا في سنة 1959م. وانفصلت عن اتحاد ماليزيا في سنة 1965م. وعرفت بعد الانفصال بجمهورية سنغافورا.

### تاريخ تيمور الشرقية
دولة تقع في النصف الشرقي من جزيرة تيمور وجزيرتي أتاورو وجاكو القريبتين.
أول ذكر لجزيرة تيمور في التاريخ كجزيرة تحت حكم مملكة ماجاباهيت. أشار المستكشفين الأوروبيين وجود عدد من الإمارات الصغيرة في أوائل القرن السادس عشر أهمها هي «مملكة ويهالي»
كان البرتغاليون أول الأوروبيين استعماراً لجزر جنوب شرق آسيا عندما وصلوا في القرن السادس عشر. وأنشئوا مواقع لهم في جزر الملوك وجزيرة تيمور والجزر المحيطة بها سنة 1515م. لم تخضع المنطقة للسيطرة المباشرة للاحتلال الأوروبي إلا بعد إعلانها مستعمرة برتغالية سنة 1702م. عندما أنشئت مدينة ديلي عاصمة تيمور البرتغالية.
اكتسبت هولندا في القرن التاسع عشر موطئ قدم في النصف الغربي من جزيرة تيمور، وأخضعت الشطر الغربي رسمياً لسطلتها وفق معاهدة لشبونة عام 1859م. وفي عام 1916م. وفقاً لمعاهدة لاهاي رسمت الحدود النهائية بين الشطرين البرتغالي والهولندي وهي الحدود الحالية بين تيمور الشرقية وإندونيسيا حاليا.
بدأت عملية تصفية الاستعمار في تيمور البرتغالية عام 1974م. في أعقاب تغيير الحكومة في البرتغال بعد ثورة القرنفل. نظرا لعدم الاستقرار السياسي والمخاوف من زوال الاستعمار في أنغولا وموزمبيق هجرت البرتغال تيمور الشرقية التي أعلنت استقلالها من جانب واحد سنة 1975م. بعد تسعة أيام، غزتها القوات الاندونيسية قبل أن يعترف بتيمور الشرقية دولياً.
وبعد استفتاء تقرير المصير برعاية الأمم المتحدة، تخلت أندونيسيا عن إقليم تيمور الشرقية لتصبح أحدث دولة في القرن الواحد والعشرين في 2002م.

## المعنى الثقافي والجغرافي
يشير المصطلح بشكل كبير،  إلى الفصل الثقافي والجغرافي. الشرق الأقصى ليس بعيدًا جغرافيًا فحسب، بل هو أيضًا غريب ثقافيًا، فهو لا يشير أبدًا، على سبيل المثال، إلى الدول الغربية ثقافيًا في أستراليا ونيوزيلندا، والتي تقع على مسافة أبعد إلى شرق أوروبا من شرق آسيا نفسها. تم توضيح هذا المزيج من الذاتية الثقافية والجغرافية بشكل جيد في عام 1939 من قبل روبرت مينزيس، رئيس وزراء أستراليا. علق مينزيس على مخاوف بلاده الجيوسياسية مع اندلاع الحرب، قائلاً:
مشاكل المحيط الهادئ مختلفة. ما تسميه بريطانيا العظمى الشرق الأقصى بالنسبة لنا هو الشمال الأدنى.
الشرق الأقصى بمعناه المعتاد يمكن مقارنته بمصطلحات مثل الشرق، وهو ما يعني الشرق، العالم الشرقي أو ببساطة الشرق. قد يتم تضمين جنوب شرق آسيا والشرق الأقصى الروسي وأحيانًا جنوب آسيا في الشرق الأقصى إلى حد ما.
فيما يتعلق بالمصطلح، كتب جون ك. فيربانك وإدوين أو.ريشاور، أساتذة دراسات شرق آسيا في جامعة هارفارد (في شرق آسيا: التقليد العظيم):
عندما سافر الأوروبيون بعيدًا إلى الشرق للوصول إلى كاثي واليابان وجزر الهند، من الطبيعي أن يطلقوا على تلك المناطق البعيدة الاسم العام «الشرق الأقصى». يمكن للأمريكيين الذين وصلوا إلى الصين واليابان وجنوب شرق آسيا عن طريق الإبحار والبخار عبر المحيط الهادئ، بمنطق مماثل، أن يطلقوا على تلك المنطقة «الغرب الأقصى». بالنسبة للأشخاص الذين يعيشون في ذلك الجزء من العالم ، فهو ليس «شرقًا» ولا «غربًا» وبالتأكيد ليس «بعيدًا». المصطلح الأكثر قبولًا للمنطقة هو «شرق آسيا»، وهو أكثر دقة جغرافيًا ولا يشير إلى الفكرة القديمة القائلة بأن أوروبا هي مركز العالم المتحضر.
حاليا، لا يزال المصطلح في بعض أسماء المؤسسات القديمة، بما في ذلك جامعة الشرق الأقصى الفيدرالية في فلاديفوستوك، وجامعة الشرق الأقصى في مانيلا، وجامعة الشرق الأقصى في كوريا الجنوبية، والشرق الأقصى المجلة الدورية لجمعية التبشير القديس كولومبان. علاوة على ذلك، استخدمت الولايات المتحدة والمملكة المتحدة تاريخياً الشرق الأقصى للعديد من الوحدات والقيادات العسكرية في المنطقة. أسطول الشرق الأقصى للبحرية الملكية، على سبيل المثال.

## المناطق والأقاليم التي شملها تقليديًا مصطلح الشرق الأقصى
| اسم الدولة والإقليم، مع العلم | قائمة الدول والتبعيات حسب المساحة (كم²) | قائمة الدول والتبعيات حسب عدد السكان (حتى 2008) | قائمة الدول والتبعيات حسب الكثافة السكانية (في كل كم²) | عاصمة           | حكومة                                        | عملة                                      | لغة رسمية                                         |
| شرق آسيا                      | شرق آسيا                                | شرق آسيا                                        | شرق آسيا                                               | شرق آسيا        | شرق آسيا                                     | شرق آسيا                                  | شرق آسيا                                          |
| ----------------------------- | --------------------------------------- | ----------------------------------------------- | ------------------------------------------------------ | --------------- | -------------------------------------------- | ----------------------------------------- | ------------------------------------------------- |
| الصين                         | 9,598,094                               | 1,370,536,875                                   | 161.0                                                  | بكين            | نظام الحزب الواحد دولة اشتراكية              | رنمينبي                                   | صينية مندرين                                      |
| هونغ كونغ                     | 1,104                                   | 6,985,200                                       | 6,352.0                                                | هونغ كونغ       | مناطق جمهورية الصين الشعبية الإدارية الخاصة. | دولار هونغ كونغ                           | صينية يؤ، لغة إنجليزية                            |
| ماكاو                         | 28.6                                    | 520,400                                         | 17,310.0                                               | ماكاو           | مناطق جمهورية الصين الشعبية الإدارية الخاصة. | باتاكا ماكاوية                            | صينية يؤ، لغة برتغالية                            |
| اليابان                       | 377,873                                 | 127,433,494                                     | 337.0                                                  | طوكيو           | نظام برلماني، ملكية دستورية                  | ين ياباني                                 | لغة يابانية                                       |
| منغوليا                       | 1,564,116                               | 2,951,786                                       | 1.7                                                    | أولان باتور     | جمهورية برلمانية                             | توغروغ منغولي                             | لغة منغولية                                       |
| كوريا الشمالية                | 120,540                                 | 23,301,725                                      | 190.0                                                  | بيونغيانغ       | جوتشي دولة مركزية ديكتاتورية دولة اشتراكية   | وون كوري شمالي                            | لغة كورية                                         |
| كوريا الجنوبية                | 100,032                                 | 49,044,790                                      | 493.0                                                  | سول             | نظام رئاسي جمهورية                           | وون كوري جنوبي                            | لغة كورية                                         |
| تايوان                        | 36,188                                  | 22,911,292                                      | 633.12                                                 | تايبيه          | نظام شبه رئاسي                               | دولار تايواني جديد                        | صينية مندرين                                      |
| جنوب شرق آسيا                 |                                         |                                                 |                                                        |                 |                                              |                                           |                                                   |
| بروناي                        | 5,765                                   | 381,371                                         | 66.0                                                   | بندر سري بكاوان | ملكية مطلقة إسلام سلطان                      | دولار بروني                               | لغة ملايو ولغة إنجليزية                           |
| كمبوديا                       | 181,035                                 | 14,241,640                                      | 78.0                                                   | بنوم بنه        | ملكية دستورية                                | ريال كمبودي                               | لغة خميرية                                        |
| تيمور الشرقية                 | 15,410                                  | 1,115,000                                       | 64.0                                                   | ديلي            | جمهورية برلمانية                             | دولار أمريكي / عملات سنتافو تيمورية شرقية | لغة تيتومية ولغة برتغالية                         |
| إندونيسيا                     | 1,919,588                               | 237,512,355                                     | 123.8                                                  | جاكرتا          | نظام رئاسي                                   | روبية إندونيسية                           | لغة إندونيسية                                     |
| لاوس                          | 236,800                                 | 6,521,998                                       | 25.0                                                   | فيينتيان        | دولة اشتراكية                                | كيب لاوي                                  | لغة لاو                                           |
| ماليزيا                       | 329,847                                 | 27,730,000                                      | 83.0                                                   | كوالالمبور      | ملكية دستورية، ديمقراطية تمثيلية             | رينغيت ماليزي                             | لغة ملايو                                         |
| ماينمار (بورما)               | 676,578                                 | 55,390,000                                      | 75.0                                                   | نايبيداو        | دولة مركزية نظام رئاسي (جمهورية)             | كيات ميانماري                             | لغة بورمية                                        |
| الفلبين                       | 300,000                                 | 90,500,000                                      | 295.0                                                  | مانيلا          | دولة مركزية رئاسي (جمهورية)                  | بيسو فلبيني                               | لغة فلبينية والإنجليزية                           |
| سنغافورة                      | 707.1                                   | 4,588,600                                       | 6,489.0                                                | سنغافورة        | جمهورية برلمانية                             | دولار سنغافوري                            | لغة ملايو، الإنجليزية، صينية مندرين، ولغة تاميلية |
| تايلاند                       | 513,115                                 | 63,038,247                                      | 122.0                                                  | بانكوك          | ملكية دستورية، نظام برلماني                  | بات تايلاندي                              | لغة تايلندية                                      |
| فيتنام                        | 331,690                                 | 86,116,559                                      | 253.0                                                  | هانوي           | نظام الحزب الواحد، دولة اشتراكية             | دونغ فيتنامي                              | لغة فيتنامية                                      |
| آسيا الشمالية                 |                                         |                                                 |                                                        |                 |                                              |                                           |                                                   |
| روسيا                         | 6,215,900                               | 6,692,865                                       | 3.0                                                    | موسكو           | فدرالية نظام شبه رئاسي جمهورية               | روبل روسي                                 | اللغة الروسية و لغات روسيا                        |